# ドラゴンクエストIV 導かれし者たち
『ドラゴンクエストIV 導かれし者たち』（ドラゴンクエストフォー みちびかれしものたち）は、1990年2月11日に日本のエニックスから発売されたファミリーコンピュータ（以下FC）用ロールプレイングゲーム。
『ドラゴンクエストシリーズ』の第4作目であり、FC版として発売された最後のドラゴンクエスト作品である。シリーズ1作目から3作目までは1年に1作のペースで発売されていたが、本作は第3作から2年のブランクを経て発売された。また、前作の発売日の混乱を教訓に、混乱を避けるため、ドラゴンクエストシリーズとして初めて平日ではなく、日曜日に発売された。
本作での新たな試みとして、5つの章に分かれたシナリオ、AIによる戦闘システムや5人以上の仲間キャラクターと同時に冒険できる馬車システムが導入された。タイトルロゴには城が描かれている。後に発売された『ドラゴンクエストV 天空の花嫁』、『ドラゴンクエストVI 幻の大地』とともに「天空シリーズ」と呼ばれ、その第1作となる。
前作までと同様にゲームブック化や小説化、ドラマCD化が行われたほか、スピンオフ化や本作の世界設定を基にした外伝的な漫画作品も登場した。また、本作の発売と同時期に『ドラゴンクエスト 4コママンガ劇場』が始まり、ここで多くの漫画家によって創作された二次的なキャラクター造形は、後のリメイク版にも影響を与えた。
発売後はリメイク版としてPlayStation（以下PS）版が2001年11月22日に、ニンテンドーDS（以下DS）版が2007年11月22日に、スマートフォン（iOS、Android）版が2014年4月16日に発売された。
北米では1992年にNES用ソフト『Dragon Warrior IV』として発売されたほか、2008年にDS版が『Dragon Quest IV: Chapters of the Chosen』のタイトルで発売された。DS版は欧州やオーストラリアでも、「IV」を除いた『Dragon Quest: The Chapters of the Chosen』のタイトルで発売された。また2014年には北米でスマートフォン版も発売された。
ファミリーコンピュータ版はゲーム誌『ファミコン通信』の「クロスレビュー」にてプラチナ殿堂を獲得した他、「'90ベストヒットゲーム大賞」にて読者支持1位およびRPG賞を受賞した。PlayStation版およびニンテンドーDS版はゴールド殿堂を獲得した他、ニンテンドーDS版は日本ゲーム大賞2008にて優秀賞を受賞した。

## ゲーム内容
リメイク版については後述の他機種版の節を参照。

### 全5章のストーリー
シナリオは全5章のオムニバス形式で、各章はストーリーとしては独立しているが、ゲームは章番号どおりの順序で進行する。章ごとにプレイヤーが操作するキャラクターが変わり、全員レベル1からのスタートとなる。ゲームを最初から始める際にはプレイヤーの分身である主人公（勇者）の名前と性別を決定するが、勇者が登場するのは第五章で、第五章では第一章から第四章までの主役たちが、勇者とともに戦う仲間として登場する。第四章までの各章終了時のキャラクターのステータスやアイテムは第五章に継承されるが、所持金や一部の重要アイテムは第五章に継承されない。章ごとに異なるフィールドBGMが用意されており、第五章で導かれし者たちが8人集結した後は、先頭に立つキャラクターによってフィールドBGMが変わり、そのキャラクターが登場した章と同じBGMになる。また第四章の戦闘のみ他の章と異なり、章開始時直後のシーンで流れるジプシー音楽調のBGMが使用される。
第一章ではプレイヤーキャラクターは1人、第二章からはメンバー3人でのパーティープレイとなるなど、本作からRPGを始めた人でも段階を踏んで馴染みやすい構成になっている。
第一章から第四章までは導かれし者たちが母国や隣国でのいくつかの事件を解決し広い世界へ旅立つまでの話であり、乗り物を手に入れることもできないため、行動範囲は一部の地域に限られる。第五章では徐々に世界全体を探索できるようになっていく。
これまでは『ドラゴンクエスト』『II』『III』と進むにつれマップ（フィールド・城・町・村・ダンジョンなど）が拡大されてきたが、本作では第一章から第四章まで登場したマップの約半分を、第五章でも使う方法が導入された。これによって同じマップに、異なる複数のシナリオの情報を組み込むことができ、この手法はその後のシリーズにおいても、時間軸や別世界などさまざまな要素を変えて使われ続けている。

### 移動画面
移動画面でのコマンドは、前作の6つに加えて、扉を開く「とびら」コマンドが再登場、後述のAI戦闘の作戦や隊列の変更などを行う「さくせん」コマンドが新登場し、計8つとなった。
- 「とびら」コマンドで扉を開くことができる。
  - 本作からは鍵のかかっていない扉が登場した。鍵のかかっていない扉は、鍵を持っていなくても「とびら」コマンドで開くことができる。
  - 鍵のかかっている扉は、パーティーメンバーの誰かがそれを開けることのできる鍵を持っていれば「とびら」コマンドで開くことができるようになり、II、IIIの「どうぐ」コマンドで鍵を使う方式より操作手順が簡略化された。なお、II、IIIと同様に「どうぐ」コマンドで鍵を使うことによっても鍵を開くことができる。
  - 第四章では、あるキャラクターがパーティーに加わっていると、「とびら」コマンドを使うことでその者がカギのかかっている扉をこじ開ける。
- 宝箱や地面のほか、民家などにあるタンスの引き出しや壷を調べるとアイテムが手に入ることがある。このシステムは後のシリーズ作品にも受け継がれた。
- セーブ（または復活の呪文の記録）および次のレベルまで必要な経験値の情報の取得は、前作までは王様や老人などに会うことによって行っていたが、本作からは教会でそれらを行うシステムとなった（「おいのりをする」でセーブ、「おつげをきく」で次レベルまでの経験値の表示）。開発当初は前作までと同様、王様に会うことでセーブが行われるシステムであったが、王様は城の奥にいるため町や城の入口から遠く離れており会うための移動が面倒であることや、王様本来の台詞が書けないといった理由により、教会でセーブするシステムに改められたという[4]。
- フィールドの世界地図を見ることができるシステムが初めて登場した。本作ではたからのちずというアイテムを使用することによって地図を閲覧する。これは本来はあるアイテムの所在地を示すためのものだが、現在パーティーが世界のどこにいるかを示す機能を兼ね備えている。ただし一部地図に表記されていないエリアもある。
- 前作と同様、フィールドマップを歩き続けることにより、昼と夜が切り替わるシステムが採用されている。乗り物での移動中でも同様。

#### 乗り物
- 船は乗り込むことによって水上を移動する。本作以降では、船に乗ったまま出入りする町や洞窟などが登場する。本作では船を入手して初めて船出する前に船内を移動できるイベントがある。このときに船内で入手できるアイテムもあるが、それらは船出してしまうと二度と手に入れることができない。
- 気球は乗り込むことによって世界上空を飛行する。前作の不死鳥ラーミアと同性能で、どのような地形でも上空を飛び越えることができる。歩ける地形であれば岩山や水面以外なら離着陸が可能。ただしゴットサイドの島のマップは離着陸地点が定められている。

上記の乗り物は2つともルーラの呪文やキメラの翼で主人公たちと一緒に移動させることができ、また馬車（後述）ごと乗り込むことができる。

### 馬車
ある場所で入手し、入手すると5人以上のパーティーとともに移動することができる。パーティーのうち1人から4人までを車外に出すことができ、残りのメンバーは車中で待機する。戦闘は車外にいるメンバーのみが関わり、車中にいるキャラクターは戦闘に加わることができない反面、敵からのダメージや悪影響を受けることがない。戦闘終了後に与えられる経験値は車中のメンバーにも与えられる。戦闘により車外のメンバーが全滅した場合、自動的に中のメンバーと入れ替わる。
本作ではこの馬車システムの導入により、最大10人のパーティーが可能となる。
馬車があるときは、移動中・戦闘中に関わらずメンバーの入れ替えができる。フィールド上や入口の広い洞窟の中では自由に入れ替えが可能であるが、それ以外のダンジョンや町・城・ほこらは馬車が入れず入口で待機することになるため、入れ替えできない。ただし町・城・ほこらや一部ダンジョンでは馬車が入口で待機している場合でも馬車の中にいるメンバーのアイテムや呪文を使うことは可能である。
馬車が入口で待機した状態で施設内の旅の扉を使用したり、ダンジョン奥の別の出口から出たりした場合、馬車はそのままパーティと切り離されることになり、入れ替えも馬車の中のメンバーのアイテム・呪文を使うこともできなくなる。この場合は、ルーラやキメラの翼で移動するか、または終盤で入手できるアイテムを使うことで馬車を呼び寄せることができる。

### 戦闘
シリーズ初のゲームプログラムに搭載されたAIにコマンド入力をさせて戦闘するキャラクターが登場する。ただし、第一章から第四章までは、一部のサブキャラクター（後述）のコマンド入力にのみAIが使用されており、従来どおり手動でのコマンド入力でキャラクターの行動を指示するマニュアル戦闘である。第五章では、この特徴を全面に押し出したAI戦闘（後述）が採用された。
また第五章では、戦闘中にも馬車の中のメンバーとの入れ替えを行うことができるが、本作ではコマンド入力後、ターンの途中で実際の入れ替えが行われ、また1ターンに1人しか入れ替えられない。
合体スライムやメラゴーストなどの一部のモンスターに限ってアニメーションで動きを見せるようになり、またモシャスの呪文で味方パーティーのキャラクターの能力をコピーするモンスターが登場するなど、敵の行動のバリエーションも増加した。前作までと同様、戦闘中に呪文を使うと画面が点滅するが、メラ系は赤色、ヒャド系は青色、ギラ・イオ系は黄色、ザキ系は紫色、メガンテは黄緑色に点滅するようになった。戦闘中に同等の効果を持つ武器を使用しても同様の色に点滅する。銀のタロットだけはミネアが使った場合に限り様々な色に変化する。それ以外は前作と同様白色に点滅する。

#### AI戦闘
主人公を除く味方キャラクターたちは、指定された作戦に従い、AIによって自動的にコマンドを入力する。作戦は移動中・戦闘中問わず、さくせんコマンドによって変更できる。主人公は従来どおり手動によるコマンド入力で、ターンの最初にまず全体のコマンド（たたかう・さくせん・いれかえ・にげる）が表示され、全体コマンドの入力後に主人公のコマンド（こうげき・じゅもん・どうぐ・ぼうぎょ）を指示するシステムとなった。用意されている作戦は以下の6種である。このシステムが始まるのは第五章からなので、第一章から第四章まではマニュアル戦闘になる。
みんながんばれ
その状況に応じて攻撃・補助・回復のバランスの取れた平均的な戦闘をする。
ガンガンいこうぜ
残りMPを気にせず、各自の持てる最大威力の攻撃手段で総攻撃をかける。敵へのダメージは大きいがMPが消耗しやすいほか、回復を後回しにしすぎて間に合わなくなることがある。
いのち（を）だいじに
仲間が倒れないことを最優先として、HPの回復を徹底して行う。最上級の攻撃呪文を連発し、被害が大きくならないよう手早く戦闘を終える手段をとることもある。
じゅもん（を）せつやく
呪文の使用を控えめにする。必要最小限の呪文しか使わず、回復呪文より回復アイテムを先に使うこともある。最終的にMPの消費が少なくなると判断した場合は、強力な攻撃呪文を使うこともある。
じゅもん（を）つかうな
呪文を一切使わずに戦う。
いろいろやろうぜ
行動が戦況に関わらずランダムで選択される。結果として、普段使わないアイテムを使ったり、無意味な呪文を唱えたりもする。
AIには、戦闘経験を積んでいくごとにモンスターの弱点や特性を記憶していく学習機能が搭載された。この機能は戦闘に参加せず馬車で待機しているキャラクターにも適用される。役に立つキャラクターの使用が固定化して、役に立たないと思って使わなくなるキャラクターが成長せず役に立たないままという悪循環を防ぐための配慮である。

### サブキャラクター
本作では「導かれし者」と呼ばれるメインキャラクター以外に、作戦に関係なく自分の判断で動くサブキャラクター（NPC：ノンプレイヤーキャラクター）が戦闘に参加することがある。
サブキャラクターはシナリオを進めて所定のイベントをこなしていくと自動的にパーティーに加入・離脱する。仲間にしなくてもシナリオ進行に支障のないものもいる。
導かれし者と同様にHP・MPを持ち、戦闘に参加するが、戦闘中に指示を与えることはできず、作戦にも従わない。独自の判断で自動的に行動する。ステータスは固定値となっており成長はせず（レベル・経験値は「?」と表示される）、装備も固定されており、アイテムを持たせたり、装備を変更することはできない。また、サブキャラクターだけが生き残っても、導かれし者たちが全員戦闘不能（死亡または麻痺）になると全滅扱いとなる。導かれし者たち全員を馬車に入れ、サブキャラクターだけを車外メンバーにすることもできない。

### ミニゲーム
カジノ
本作で初めて登場した。ゴールド（所持金）をカジノのみで使えるコインに換金し、ミニゲームに挑戦してコインを増やし、景品に交換するシステムである。獲得したコインはカジノを出た後も保存され、第二章・第三章で得たコインは後の章にそのまま継承されるが、コインを直接現金に戻すことはできない。本作ではスロットマシン、ポーカー、それに前作で登場した「モンスター格闘場」を加えた3つのゲームが登場する。コインの販売額は章によって異なる。
小さなメダル
世界の各所に小さなメダルというアイテムが隠されており、これらを集めてメダル王に一定の枚数のメダルを渡すと、それと引き換えに貴重なアイテムを入手することができる。メダルは宝箱に入っているもののほか、前述したように壷や引き出し、地面などに隠されているものが多い。

## 設定

### ほかのシリーズ作品との関連
本作の世界は「ロトシリーズ」「ロト三部作」と呼ばれる『ドラゴンクエスト』第1作から『ドラゴンクエストIII』までの3作品から一新し、別世界の物語となった。
一方で、本作の後に発売された『ドラゴンクエストV 天空の花嫁』の世界との共通点が多く、『ドラゴンクエストVI 幻の大地』にも本作との共通の世界であることをほのめかす描写があり、DS版の裏ダンジョンにおいては3作品の時系列が明確にされ、同一世界であることが明らかにされた。『IV』『V』『VI』の3作品は公式にも「天空シリーズ」「天空三部作」と呼ばれている。

### 世界
第一章から第四章まではプレイヤーの移動できる範囲が制限され、地域も異なるが、第五章では第一章から第四章までの舞台の各地を含む世界全体が舞台となる。
ゲーム終盤では世界の中央にあるゴットサイドの島を訪れることになるが、この島は気球で上陸することで、専用の拡大マップに切り替わる。また、その島から行くことができる別世界として、主人公たちの世界よりはるか上空にある天空と、地底深くにある闇の世界が登場し、闇の世界は昼と夜の区別がない。いずれの世界もルーラの呪文などで相互に行き来ができる。

#### 舞台
第一章から第四章までの城や町へは、第二章の砂漠のバザーや第三章の狐の村などイベントにより消滅する場所を除き、第五章以降でも行くことが可能である。またエンドールは第二章と第三章の二つの章で訪れることになる。第一章から第四章までの各章ではルーラやキメラの翼で行くことができても、第五章ではルーラ等で行けない場所もある。
バトランド
北の大陸にある王国。第一章の舞台となる。第一章のスタート地点であるバトランド城は領土の南東にあり、多くの王宮戦士が仕えている。大河の下のイムルへの洞窟を抜けた先、領内北部の海岸近くには、ドラゴンクエストシリーズで数少ない学校のあるイムルの村がある。イムルの村では子供の失踪事件が起きる。近くの湖には湖の塔、森には古井戸の底がある。
第五章のイムルの村では宿屋に泊まると不思議な夢が見られる。
サントハイム
世界北西に位置する王国。第二章の舞台となる。大陸には第二章のスタート地点であるサントハイム城とその城下町サラン、村の人々が自ら呪われし村と呼ぶ谷間の村テンペ、北東の海岸近くの町フレノール、その南にフレノール南の洞窟があり、南にある小さな砂漠では砂漠のバザーが開かれている。砂漠のバザーの南西にはさえずりの塔があり、ある重要アイテムが隠されている。南東にはエンドールとを結ぶ旅の扉があるが、サントハイム王の許しがなければ通ることはできない。
第五章ではサントハイム城が魔物たちによって占拠される。砂漠のバザーは終了する。また、第五章ではルーラ・キメラの翼でフレノールへ行くことができない。
エンドール
サントハイム大陸から海を挟んで南東に位置する王国。本作では唯一、第二章、第三章、第五章と三度にわたり冒険の舞台となり、さらに第四章のラストシーンでも登場する。城はサントハイムとを結ぶ旅の扉の南東にある。
北東には女神像の洞窟、南西には岩山を挟んで王家の墓がある。城下町は世界中から旅人が集まるにぎやかな町である。そのため店などの施設が充実しており、酒場の地下にはカジノがある。城の奥にはコロシアムがあり、武術大会が催される。国王は民衆に尊敬されているものの、思いつきで物事を実行する面があるために城の関係者は頭を悩ませることもしばしば。
第二章ではサントハイムから旅の扉を通り入国することになるが、城周辺の橋が何者かに破壊されているため、橋の先のボンモール方向へは行くことができない。東には別の大陸へ渡るためのトンネルが建設中だが、資金が尽きて工事は中断している。
第三章では第二章で破壊されていた橋を復旧させたうえでボンモールから入国する。お金で雇うことで仲間になるキャラクターがいるほか、一部の店でテナントを募集している。サントハイムへの旅の扉は使えずサントハイムへ行くことはできない。終盤ではトンネルも開通する。
第五章では序盤に東の大陸から第三章で開通したトンネルを通り入国する。コロシアムで結婚式が行われており、国のしきたりにより、何日も続いている。
ボンモール
エンドールの北にある王国。第三章の舞台となる。国王は好戦的で野心が強く、エンドールに対して戦争を仕掛ける準備をしていたが、後に和解する。戦争に備え、防具が不足しており、提供を求めている。ボンモール城の北、対岸にフレノールを望む小さな半島にはトルネコ一家が当初暮らしている第三章スタート地点であるレイクナバの町があり、その北にはレイクナバ北の洞窟、ボンモールへ南下する道中の森には人を騙すキツネが棲んでいるボンモール北の村がある。
第五章ではボンモール城・レイクナバの町ともに序盤に行くことができるが、いずれも特に重要なイベントはない。また第五章ではルーラ・キメラの翼でレイクナバへ行くことができない。
キングレオ
西の大陸にある王国。第四章の舞台となる。城の扉は固く閉ざされており、さらに王室は隠されている。南にあるモンバーバラの町は第四章のスタート地点で、夜は劇場が賑わう。大陸中央部のコーミズ村はマーニャとミネアの故郷であり、かつて二人が暮らしていた家もあり、北西にコーミズ西の洞窟がある。キングレオ城の北の海岸部にあるハバリアの町はエンドールへ向かう船が出る港町である。その西の半島部にあるアッテムトの町は鉱山町であるが、奥のアッテムト鉱山から有毒ガスが発生し、鉱夫が次々と死に、荒れ果てている。
第五章ではモンバーバラがある大道芸人の舞台になり、アッテムト鉱山の奥が地獄の帝王の神殿に繋がる。また、第五章ではルーラ・キメラの翼でコーミズへ行くことができない。
エスターク神殿
地獄の帝王エスタークの居城。アッテムトの鉱夫たちによって掘り進められたエスターク神殿へ通じる洞窟を抜けた先にある。
ブランカ
エンドールの東にある王国。地獄の帝王を倒すための戦士たちがここから旅立つ。城の北にある山奥の村が第五章のスタート地点で、主人公が育てられ、外の地域の人々との交流を一切持たなかった名もない村であったが、デスピサロの手によって滅ぼされる。その南のきこりの家には偏屈な木こりが住んでいるが、この木こりは勇者の血縁者らしいことがブランカ城の住人に示唆されている。
さばくの宿屋
馬車がないと越えることのできない砂漠の入り口にある宿屋。馬車の持ち主ホフマンが住んでいる。東には冒険者を惑わす裏切りの洞窟があり、ホフマンも洞窟に入ったことで人間不信になる。
アネイル
砂漠の南にある温泉町で、湯治客が訪れる。値段の異なる宿屋が2つあり、町の英雄リバストの墓もある。
コナンベリー
大洋に面し、造船業が盛んな港町。町の東にある大灯台からは船を沈める邪悪な光が発せられ、町人を悩ませている。
ソレッタ
城の周りに農地が広がる農業国。あらゆる病に効くという薬草「パデキア」の特産地であるが、5年前の干ばつにより全滅したため、国は困窮状態にあり、王自らが農作業に精を出している。南にはパデキアの洞窟があり、北西にあるミントスの町にはヒルタン老人が住み、商売の学校を開いている。町にある大きな宿屋も彼によって作られた。また北の岩山に囲まれた地には巨木・世界樹がそびえ立ち、その根元にはエルフやキツネたちが住むエルフの里がある。ここには世界樹がある。宝の地図はその地点を指し、ある宝が隠されている。
海辺の村
サントハイムの南にある海賊が作った小さな村で、今はその子孫たちが暮らす。昼と夜とで海岸の様子が変化する。
スタンシアラ
北西の島にある王国。城下町・城の中にも水が入り込む水の都であり、町の中では主にイカダを使って移動する。イカダの上で商売をする武器屋もある。国王は、自分を笑わせた者に褒美を与えるという御触れを出している。
ガーデンブルグ
岩山に囲まれた国。女王が治めており、教会の老人らを除く住人全員が女性である。夜間は保安のため入る事ができない。火山の噴火によって外部からの道が塞がれた。南にはガーデンブルグ南の洞窟がある。
メダル王の城
ガーデンブルグ北東の海の島に建つ城。北には海鳴りのほこらがある。
ロザリーヒル
エルフや進化の秘法によって言葉を話すことができる動物などが暮らす村。塔にはロザリーが住んでいるが、普通に塔の入口から入ってもロザリーのいる場所に行くことはできない。最近村へやって来たという人間の老人が道具屋・武器屋・防具屋・教会を1人で営んでいる。東の岩山に阻まれた大陸には滝の流れる洞窟がある。
リバーサイド
世界の南にある島の川沿いにある村。船に乗らないと村に入れず、村の中も船で移動することになる。気球の研究を行う学者が住んでいる。島の奥地にはデスピサロ率いる魔物の城デスパレスがあり、地下牢に数名の人間が囚われている。また、近くには謎の魔神像がある。
ゴットサイド
世界地図のほぼ中心の浅瀬に囲まれた島にある神秘的な町。神の声を聞く者が住んでおり、天空に一番近い町と言われるが、闇にも近い町である。この町がある島には、つの笛のほこら、資格の無い者を一切受け入れない天空への塔、岩山に囲まれた巨大で深淵な闇の洞窟がある。
天空城
竜の神マスタードラゴンが治め、天空人やエルフが住む、天空に浮かぶ城である。
闇の世界
進化の秘法で怪物化したデスピサロが待ち受ける世界。常に闇に閉ざされており、溶岩の大河も流れている。南には闇の洞窟を結ぶ架け橋の塔、四方には結界のほこらがあり、中央にはデスキャッスルという城があり、ここを抜けることでデスピサロのいるデスマウンテンへ行くことができるが、結界を守っている魔物たちを全て倒さない限り入ることができない。また希望のほこらには天空人が1人住む。

### ストーリー
5つの章に分かれたストーリーを時系列順に追うため、プレイヤーの自由度は前3作よりも低いが、各々の仲間キャラクターの掘り下げやストーリーとの関わりは前三作よりも深くなっている。また、魔王側の心理や行動を深く描写するなど、物語の構造にも前作との変化が見られる。
第一章 王宮の戦士たち
バトランド王国の王宮戦士のひとりであるライアンが主人公。王の命令により、最近頻発している子供の失踪事件を解決する。
第二章 おてんば姫の冒険
サントハイム王国のおてんば姫アリーナと城の神官クリフト、教育係の老魔法使いブライが主人公。力試しの旅に出るべく、父であるサントハイム王に見つからぬよう城を抜け出したアリーナは後を追ってきたクリフト、ブライとともに旅をする。
第三章 武器屋トルネコ
武器屋で働く商人トルネコが主人公。世界一の武器商人になることを目指し、故郷レイクナバを離れて金儲けの旅をする。トルネコの出世の過程を描くシナリオとなっており、ボス敵は登場せず、一定の金額を稼ぎ出して進めるイベントが続く。
第四章 モンバーバラの姉妹
モンバーバラの踊り子マーニャと占い師ミネアの姉妹が主人公。殺害された錬金術師の父、エドガンの敵討ちの旅をする。この章において、「進化の秘法」など、物語の核心に迫る内容が明かされる。
第五章 導かれし者たち
住んでいた村をデスピサロ率いる魔物の軍団に壊滅させられ、ただ一人生き残った主人公（勇者）が旅に出る。章の前半は、ほかの7人の導かれし者たちを探すことが中心となる。全員集結後は、天空城へ行くために必要な天空の武具を集め、その過程の途中で地獄の帝王と戦う。天空の武具を全て集めた後、天空城でマスタードラゴンと謁見し、闇の世界で“第二の地獄の帝王”となったラストボスとの最終決戦に挑む。

### 道具
物語を進めるうえで特に重要な道具について解説する。
空飛ぶ靴
履いた人を特定の場所に飛ばす靴。邪悪なる者が空を飛ぶ動物を生きたまま縫いつけて作ったと言われており、魔物「みみとびねずみ」をそのまま靴にしたような形状をしている。
後の『V』にも登場。
黄金の腕輪
フレノール南の洞窟に伝わっていた秘宝。錬金術に必要な魔力の増幅作用が秘められている。エスタークはこれを発見できず、彼の進化の秘法は不完全なものになった。しかし、フレノールに逗留していた旅芸人一座が、出来心からアリーナ一行を騙ったことから悪漢たちに人質の交換材料にされ、それがきっかけで再び人の世に現れてしまう。バルザック撃破時点でまだ魔族側に渡っていないことが推測されるが、その後の行方は明らかにされていない。
盗賊の鍵・魔法の鍵・最後の鍵
鍵のかかった扉を開けることができる。盗賊の鍵は盗賊の鍵の扉を、魔法の鍵は魔法の鍵の扉と盗賊の鍵の扉を、最後の鍵はすべての扉を開けられる。
さえずりの蜜
エルフの世界に伝わる、永遠の歌声を保つ力を持つ蜜。闇の魔力による失声症も治せる。
鉄の金庫
重厚なつくりの金庫。所持していると全滅しても所持金が減らないため、世界中の商人が捜し求める。ある洞窟に隠されているが、隠し場所には罠も仕掛けられている。第三章で入手した場合は第三章クリア後、第五章に引き継がれず消滅する。入手せずに第三章をクリアした場合、第五章において第三章と同じ場所で入手できるが、壊れていて効果がない。
銀の女神像
文字通り純銀でできた女神像。特に魔力などは秘められていないが、好事家が高値で欲しがる。
静寂の玉
使うと相手の呪文を封じることができる。コーミズ西の洞窟に安置されている。第四章で入手できるが、マーニャ一行がキングレオに敗北したとき魔族側に奪われ、第五章には引き継がれず、第五章でピサロナイトを倒したときに再び入手できる。
火薬壷
鉱山で発破をかけるための火薬の詰まった壺。しけっているので爆破能力はないが、爆音だけはかなりの音がでる。
乗船券
ハバリアからエンドールに向かう連絡船の乗船券。現在は発行されていない。
信じる心
人を信じる心を取り戻す魔力がある彫像。しかし『ドラゴンクエストⅣ　モンスター物語』では、その美しさ故に人々の独占欲や猜疑心を掻き立てる、黄金の腕輪に匹敵する魔性の財宝として描かれている。
聖なる種火
大灯台に灯り、人々の航海を見守ってきた炎。後のシリーズにも登場する。
パデキアの種・パデキアの根っこ
薬草・パデキアの種子とその根っこ。根を煎じて飲むと万病に効くという。種はいつまでも保存できるが、特殊な酵素を含んだソレッタの土でないと育たず、またたちまちのうちに成長するという特性を持つ。
渇きの石
非常に吸水性が高い石で、滝の流れをも止めることができる。あるダンジョンの奥まで入るときに必要となる。
あやかしの笛
魔族が作り出した笛。
マグマの杖
マグマを呼び出す力を持つ杖。サントハイム城に厳重に保管されている。ある場所を通る際に必要な重要アイテムだが、その場所で使用したあとでも消滅せず、通常の武器として引き続き使用可能。戦闘中に道具で使うとイオの効果がある。後のシリーズにも登場する。
変化の杖
使用者の見た目を変化させる杖。効果は一定時間で切れる。何の姿に変身するかはランダムで指定できない。武器としては使用できない。とある魔物の棲む城では、魔物に話しかけたとき、人間の姿では敵とみなされ襲撃されるが、魔物・動物の姿であれば話ができる。
前作『III』から引き続きの登場だが、『III』に比べ効果時間が長く、魔物に変化する確率が高い。
時の砂
時間を少し戻すことができる不思議な砂で、戦闘中に使うと1ターン前の状態に戻すことができる。一度使った後は効果を発揮しなくなるが、宿屋に泊まると再び一度だけ使えるようになる。後の作品にも登場する。
ガスの壺
アッテムト鉱山で手に入る。空気より軽いガスが詰まっており、気球の動力源となる。作中では旧文明の遺産らしき事が匂わされている。
天空の剣・天空の兜・天空の鎧・天空の盾
天空人の血を引く伝説の勇者のみが装備できる、緑色の竜をあしらった白銀色の神聖な武具。邪悪な力を退ける聖なる力がそれぞれに秘められている。
のちに『V』で登場する物と同じだが、剣だけは当初本来の力を封じられている。
バロンの角笛
馬車を切り離すダンジョン等に入り別の出口から出るなど、フィールド上で馬車が切り離されたままになったときに馬車を呼ぶことができる角笛。

## 登場人物

### 導かれし者たち
運命に導かれた8人の人物。物語の中心であり味方パーティーに加わる人物である。
主人公〔勇者〕
声 - 金丸淳一（CDシアター版） / 草尾毅（『スマブラSP』・『モンスターズ3』）
演 - 山口法仁（『ライブスペクタクルツアー』）
本作の主人公。第5章以降で登場する。17歳。名前は自由に付けることができ、公式的な名前は特にない。
前作同様、ゲームスタート時に性別を選択できる。前作の勇者はグラフィックや説明書・公式ガイドブック等に描かれるイラストが男女共通であったが、今作の勇者は男女で異なる容姿となっている。男女ともに髪の色は緑色であるが、女勇者は多数のカールをつけたボリュームのある髪型となっている。また男勇者は左耳にスライムピアスを着けているが、女勇者は着けていない。男女どちらを選択しても覚える呪文や能力などに違いはないが、女性を選択した場合にのみ装備できる武器防具もある。
かつてブランカの北に住んでいた木こりの男と天空から舞い降りた天空人の女との間に生まれた混血児で、両親の所在については父は雷に打たれて死に、母は天空に連れ戻されたとされている。自らの出生の秘密を知ることなく、ブランカ北にある人里離れた山奥の村で養父母や村人に守られながら育てられたが、あるときやってきた謎の詩人が村の宿屋に滞在し、その後に村が魔物の襲撃を受け滅ぼされ、幼馴染のシンシアも失ったことから、仇をとるべく1人で旅立つ。旅を続ける中で7人の導かれし者たちと出会い、世界に平和を取り戻したあと、その血筋は遥か未来である続編『V』の花嫁とその子どもたちに受け継がれたとされる。
多くの武具を装備することができるほか、勇者専用の「天空」の武器・防具が装備できる。呪文は、ギラ・イオラなどの攻撃呪文、ベホマ・ベホマズンなどの回復呪文、マホステ・アストロンなどの補助呪文をはじめ、勇者専用のデイン系攻撃呪文、そして5章冒頭でシンシアが自ら囮になるため使用した変身の呪文モシャスも習得する。
ステータスはHP・MP・ちからがバランスよく高いが、HPはライアンに、ちからとすばやさはアリーナに、MPはマーニャに劣り、それぞれの専門家の仲間には及ばない。とは言え、仲間の良い部分をバランス良く併せ持っているので、最後まで主力で戦える実力がある。
ライアン〔戦士〕
声 - 小川真司（CDシアター版） / 杉田智和（『ヒーローズ』・『ヒーローズII』・『モンスターズ3』）
第一章唯一のメインキャラクター。バトランド王国の王宮戦士のひとり。ゲームスタート時にプレイヤーが最初に操作することになる。
立派なカイゼル髭に戦士らしい鋭い目つきをした壮年の男で、王宮戦士の中で唯一ピンク色の鎧を着ている。鍛え抜かれた屈強な肉体と勇敢な魂を持っており、数々の武勲をうち立てた一流の戦士で、王からの信頼も非常に厚い。現在では若い戦士たちの指導にも従事している。バトランド王の命令により、イムルの村で起きた子供失踪事件の真相を追うために旅立つ。事件解決後は伝説の勇者を探すために旅立つ。第2章と第3章にも顔を見せる。
第5章では、キングレオ城に単身で乗り込んだところを勇者たちと出会い、キングレオを倒したあとに勇者たちの仲間になる。
専業の戦士であるためにちからは強いが、すばやさは低く、呪文は一切使用できない。レベルが上がることで仲間の中でHPが最も高くなる。多くの強力な武具を装備可能で、装備を充実させることで肉弾戦において強さを発揮する。
独身だが若かりし頃は女性にもてたという。
アリーナ〔姫〕
声 - 吉田古奈美（CDシアター版） / 中川翔子（『ヒーローズ』・『ヒーローズII』・『モンスターズ3』）
演 - 中川翔子（『ライブスペクタクルツアー』）
第二章のメインキャラクター。サントハイム王国の姫。武闘家としての天性の才能がある。16歳。特徴は赤毛のクルクルヘアーとパッチリした目・お姫様らしいとんがり帽子とマント姿。根は素直で優しいが、おてんばで無鉄砲。普段の言葉使いは明るく気さくで、一国の姫であることを感じさせない。
城内ではもはや自分に敵う相手がいないため、腕試しのために外出しようとするが、王の命令により兵士に外出を阻止される。以前城を出ようとして壊して仮修復した自室の壁を再び破壊し、見つからぬよう城から脱出したものの、脱走に気づいたクリフトとブライに追いつかれ、そのまま二人を連れて旅立つ。やがて王の理解を得て自由に外出することを許され、隣国エンドールにわたり、武術大会で優勝するが、サントハイム城に帰ると住人が全員失踪しており、その謎を解くためにクリフト・ブライとともに新たなる旅に出る。
第5章では、ミントスでクリフトが病気に倒れたため、自らソレッタ南の洞窟へ出向き、万病に効くというパデキアの種を探しにゆく。勇者がパデキアの根っこを持ち帰りクリフトを回復させた後は、デスピサロを探すという共通の目的を持っていることから、勇者の仲間に加わる。
装備できる武器防具は武闘家専用の武器と比較的軽装の武具に限られ、盾は装備できず、呪文も使えないが、ちからとすばやさが驚異的に伸び、レベルが上がることで会心の一撃を出す確率が高くなる。
血液型はA型。
クリフト〔神官〕
声 - 中村大樹（CDシアター版） / 緑川光（『ヒーローズ』・『ヒーローズII』・『モンスターズ3』）
演 - 福地教光（『ライブスペクタクルツアー』）
第二章のメインキャラクター。サントハイム城に仕える若き男性神官。
丈の長い帽子・服共に緑を基調とした制服を着て、背中には剣を背負っている。神学校をトップで卒業した秀才で、城を飛び出したアリーナを追って彼女のお供をする。
第5章では、ミントスにて重い病に倒れ宿屋で療養しているときに勇者たちと出会い、勇者たちの持ってきたパデキアの根っこによって回復し、アリーナとともに一行の仲間に加わる。
FC版では賢く心の優しいエリート神官で女性に人気が高いという設定であった。しかし、FC版のゲーム内で一言だけ、アリーナに思いを寄せているともとれる台詞があったため、『4コママンガ劇場』では新山たかしやすずや那智などの漫画家によりアリーナに片想いしているというネタや設定が付けられた。
敵に直接ダメージを与える攻撃呪文は覚えないが、一撃必殺のザキ系呪文や、戦闘中に便利なスクルト・ベホマなどの補助・回復呪文を使える。神官のためベホマラー・ザオリクといった上級回復呪文も覚える。また、剣や鎧といった比較的高性能な装備も扱うことができ、はぐれメタル系の装備を全種類装備できるため、ある程度の肉弾戦も行える。
AIによる学習機能があるFC版では、学習前は即死呪文を優先して唱えるという仕様のため、初見ではボスに対しても絶対効くことのないザキ系呪文を連発する。また回復は、HPの残り少ないキャラを優先し、それ以外はパーティーの先頭のキャラから順番に回復するように設定されている。
ブライ〔魔法使い〕
声 - 八奈見乗児（CDシアター版） / チョー（ライバルズ・『モンスターズ3』）
第二章のメインキャラクター。サントハイム城に仕える魔法使いの老人。
豊かな白髭に緑色の服を着ている。アリーナの教育係であり、城を飛び出したアリーナをクリフトとともに追い、彼女のお供をする。
第五章では、ミントスの宿屋でクリフトの看病中に勇者たちと出会い、仲間に加わる。
温厚な老人という設定である。
呪文はヒャド系呪文やマホカンタ・ピオリムなどの補助呪文を中心に覚える。老人の魔法使いという設定からMPやかしこさは高いがHPとちからが低く、装備できる武器防具が少ない。特に第5章後半までは強力な防具が装備できないため、打たれ弱さが目立ってしまう。
トルネコ〔武器屋〕
声 - 玄田哲章（CDシアター版） / 茶風林（『ヒーローズII』・『モンスターズ3』）
演 - 芋洗坂係長（『ライブスペクタクルツアー』さいたま公演前半・名古屋公演・大阪公演・横浜公演） / 我善導（『ライブスペクタクルツアー』さいたま公演後半・福岡公演）
第三章のメインキャラクター。レイクナバの町に住む武器商人の男性。 妻のネネ（後述）のほか、息子（声 - 萩森侚子〈CDシアター版〉 / 伊瀬茉莉也〈ライバルズエース〉）が1人いる3人暮らし。
第三章スタート時はレイクナバの武器屋で店員として働いており雇われの身であるが、伝説の武器を見つけて世界一の商人になることを夢見ている。やがてエンドールに店を持ち、妻子とともに移住し、国王から武具を発注されるなど店は繁盛するが、伝説の武器を探すため、資金不足により工事が中断していたブランカへのトンネルの工事資金を出して工事を再開させ、トンネル完成後に1人で旅に出る。
第三章のレイクナバの武器屋では、まれに客が強力な武器を売りに来ることがあり、それを自分で買い取り装備することもできる。
第五章では、コナンベリーで船を発注するが、東にある大灯台からの怪しい光で海が荒れ出航できないため、大灯台に単身で乗り込み、足止めを食っていたところを勇者たちに助けられ、その後、完成した船とともに仲間に加わる。
体格は太り気味であるが、素早さはライアンよりは低くなく、自身では人に言われるほど太りすぎているとは思っていない。
アイテムの鑑定能力を持つが、呪文は覚えない。第5章では戦闘中に敵からアイテムを盗むなどの特殊な行動をとることがある。商人専用の武具である正義のそろばんと鉄のまえかけを装備できるなど装備できる武具が多く、ちからもそこそこ強い。
また、彼をパーティーメンバーに入れたままモンスター格闘場へ行くと、モンスターに対しランダムでちょっかいを出す。
マーニャ〔踊り子〕
声 - 富沢美智恵（CDシアター版） / 沢城みゆき（『ヒーローズ』・『ヒーローズII』・『モンスターズ3』）
演 - 山根海音（『ライブスペクタクルツアー』）
第四章のメインキャラクター。コーミズ村の錬金術師エドガンの長女で、モンバーバラの劇場で大スターとなっている踊り子。グラマラスで魅力的なプロポーションを持ち、それを強調させる衣装（踊り子の服）に身を包んでいる。
殺された父の仇であるバルザックを討つため、妹ミネアと共に旅に出る。モンバーバラで働いていたのは旅のための資金集めと、客の中にバルザックが居ないか探すためであった。第四章の冒頭で最後の公演ののちに再びミネアとともに旅立ち、大陸各地を旅した末にキングレオ城でバルザックを追い詰めるも、直後に姿を現した黒幕のキングレオに敗れてバルザックを逃がしてしまい、目的を果たせずにキングレオ城から脱出する。そして妹と共に力を付けるべく、ハバリアから連絡船に乗り込み、エンドールへ逃げのびる。
第五章のエンドールではカジノに夢中になり、連日オケラになりつつもミネアの稼ぎを巻き上げてカジノに通い詰め、エンドールに留まり続ける。カジノのスロットマシンで遊んでいるところ、勇者と出会っていたミネアに声をかけられ、勇者の仲間となる。
仇探しの経過を質問したミネアに対し「いい男がいなかった」と答えたり、稼いだ金を使い込んだりと、楽天的かつ奔放な面があるが、父を殺したバルザックを憎む気持ち、そして妹のミネアを想う気持ちは誰よりも強く、いざという時には身を挺してミネアを守る気構えを見せる。
呪文はブライよりも攻撃に特化した構成で、メラ・ギラ・イオ系と攻撃呪文を豊富に覚えるが、攻撃補助呪文はルカニを覚えるのみである。HPやちからは低いがMPの伸びは8人中最高を誇る。リメイク版ではレベル66以降に能力が急激に成長する。踊り子専用の武器である鉄の扇や、女性専用の武具などを装備可能。盾ははぐれメタルの盾のみ装備可能。
ミネア〔占い師〕
声 - 江森浩子（CDシアター版） / 日笠陽子（『ヒーローズII』・『モンスターズ3』）
演 - 参河智嘉（『ライブスペクタクルツアー』）
第四章のメインキャラクター。エドガンの次女で、マーニャの妹。よく当たると評判の占い師である。最後の公演をこなした姉のマーニャを迎えたのち、マーニャとともに旅に出てエンドールに渡る。第5章ではエンドールで占い師として働いており、ファンができるほどであったが、客として来た主人公を占い、主人公が勇者であることを見抜くと、7人の導かれし者たちの中で最初に仲間に加わる。
体型も含めた容姿は姉と似ているが、性格は正反対で生真面目。奔放な姉に振り回される苦労性。姉が「太陽」で彼女が「月」と象徴される。
基本的に回復・サポートタイプである。回復呪文は、クリフトが覚えるベホマラー・ザオリクを覚えない代わりにキアリク・メガザルを覚える。また、バギ系の攻撃呪文を覚えるほか、眠りの呪文ラリホー系や防御呪文フバーハをパーティで唯一覚える。はぐれメタル系の武具を全種類装備でき、ある程度の肉弾戦もこなせる。ちからはそこそこ伸びるがそれ以外のステータスは全般的に控えめ。
レベル40〜50の間に急成長を見せる。
銀のタロットを装備・使用することができる。これを戦闘中に使用するとタロット占いを始める。引いたカードによって様々な効果があり、味方が有利になるものと不利になるものがある。ただし「引いてはいけないカード」を引いてしまうことがあり、最悪の場合全滅してしまう危険性もある。
血液型はB型。

### 仲間となるサブキャラクター
以下は、戦闘でサブキャラクター（NPC：ノンプレイヤーキャラクター）として導かれし者たちを補助するキャラクターである。
ホイミン〔ホイミスライム〕
声 - 田中真弓（CDシアター版） / 高野麻里佳（『モンスターズ3』）
第一章で登場。古井戸の底に住み、人間になることを夢見るホイミスライム。人間の仲間になれば人間になれるかもしれないと考え、洞窟で出会ったライアンに同行する。戦闘時にはホイミを唱えライアンを援護する。ストーリーの進行には影響しないので、仲間にしなくてもクリア可能である。
シリーズ初の仲間になるモンスターであり、「ホイミン」という名前は後のシリーズ作における仲間になるホイミスライムに多数使われるようになった。ホイミスライムの姿で古井戸の底の一角にとどまっており、初めてプレイした人の中にはホイミンを中ボスと勘違いしていた人もいたという（『四コマクラブ』巻末より）。
第五章では人間となった姿でキングレオ城におり、ライアンが城の中で捕らえられていることを伝える。ライアンが主人公たちと合流したあと、仲間になることなく、どこかに去り姿を消す。
人間へと転生した経緯は『知られざる伝説』で語られているが、ゲームの原案ではなくあくまで別作家の創作である。
スコット〔用心棒〕
武術大会を観るためエンドールを訪れた兵士。男性。エンドールの教会付近にいる。第三章では用心棒として職を探しており、報酬（400G）を支払うことで5日間、トルネコの仲間となる。呪文は使えず力やHPが高い戦士タイプ。犬が嫌いなので、犬を連れていると仲間にできない。仲間にしなくてもクリア可能。ほかの章でも登場するが、名前は表されない（ロレンスも同様）。
ロレンス〔旅の詩人〕
声 - 里内信夫（CDシアター版）
エンドールに宿を取っている旅の吟遊詩人。男性。第三章ではスコット同様、報酬（600G）を支払うことで5日間、トルネコの仲間となる。ギラ・ホイミ・ラリホーの3つの呪文を使うことができる。スコットと同様、ストーリー進行には影響せず仲間にしなくてもクリア可能。
オーリン〔錬金術師〕
声 - 柴本浩行（CDシアター版）
第四章で登場。マーニャとミネアの父である錬金術師・エドガンの弟子。男性。コーミズ西の洞窟の奥に潜んでいたところを姉妹に再会し、2人の敵討ちの旅を支える。
力やHPの高い戦士タイプで怪力の持ち主であり、パーティ内にいるときに「とびら」コマンドを使うことで魔法の鍵の扉を鍵なしでこじ開けることができるが、実は当時から魔法の鍵を持っていたことが後に判明する。第四章の終盤でキングレオ城の牢獄から出たところを城の兵士に見つかり、マーニャとミネアを逃がすために自身は1人で兵士の前に立ちはだかり食い止める。
第五章以降ではフレノールの宿屋で踊り子に介抱されながら療養している。踊り子がキングレオ城から逃げ出そうとしたとき、重傷を負って倒れているオーリンを見つけたところ、オーリンが突然立ち上がって踊り子を助け、追いかけてきた兵士たちから逃げのびたことが語られる。
ホフマン〔宿屋の息子〕
第五章で登場。砂漠の宿屋の主人の息子であり、馬車の持ち主。過去に冒険仲間に裏切られ、人を信じる心を失っていたが、主人公たちによって信じる心を取り戻し、馬車と、馬車を牽引する雌馬パトリシアとともに仲間になる。砂漠を無事横断したあとも主人公たちとしばらく旅を続けるが、ミントスでヒルタンに弟子入りするため、アリーナたちがパーティに加わった後、馬車とパトリシアを主人公たちのもとに残し、主人公たちと別れる。
離脱後はヒルタンの修行を受けながら、宿屋で働く。
パノン〔旅芸人〕
演 - 田中精（『ライブスペクタクルツアー』）
第五章で登場。世界中を旅して回るお笑い芸人。男性。FC版では『ドラゴンクエストIII』の男遊び人のようなクラウンの姿をしている。ある人物を笑わせるため、主人公たちと旅を共にすることとなる。
まどろみの剣を装備しており、ラリホーの呪文を唱えるなど、相手を眠らせる能力に長ける。
後に『VI』『IX』『X』でも同名の旅芸人が登場する。
『知られざる伝説』によると“パノン”という人物は複数存在しており固有名ではなく、苦しい時代に人々に「笑い」を広める者が襲名する屋号のようなものであるとされている。また、原作者堀井雄二が監修する『FC奥義大全書』や自ら執筆する「堀井雄二のゲーム大好き」（『週刊少年ジャンプ』連載）でも、「パノン」は「伝説のお笑い芸人」の固有名であるとされているが、世界に1人しか存在しないという点が異なる。
ルーシア〔天空人〕
声 - 加隈亜衣（『モンスターズ3』）
第五章で登場。天空人の女性で、竜の子供の世話係。世界樹の葉を摘みに来た際、最上層で魔物に襲われ翼を折られたが、主人公たちに助けられパーティーに加わり天空城へと戻る。仲間にしないとストーリーを進めることはできない。FC版ではあることをすると彼女を離脱させずに天空城に入ることが可能なため、最後までパーティーのメンバーに置いておくことができる。
覚えている呪文はベホマ・ルカナン・マヌーサの3つ。
ドラン〔龍の子供〕
声 - 高木渉（『モンスターズ3』）
第五章以降で登場。天空城でルーシアに世話をされている竜の子ども（ルーシアと同い年）。敵モンスターのコドラに近い外見である。HPや攻撃力が高いほか、ブレス攻撃を使うことができる。ルーシアを天空城に帰すと、お礼として仲間になる。
FC版では仲間にすると最後まで別れない。
ストーリー進行には影響せず、仲間にしなくてもクリア可能である。

### その他の人物
ここで挙げるのは、本作のストーリーに関連する人物である。
シンシア
声 - 川村万梨阿（CDシアター版）
山奥の村にいる主人公の幼なじみの少女。年齢は不詳だが、女勇者を選択すると女勇者のことを「妹のように思っていた」と言う。性格は素直であるが悪戯好きでお茶目な所がある。
山奥の村が魔物に襲われた際、モシャスの呪文を使い主人公の姿に変身して自ら囮となって主人公を助け、命を落とす。山奥の村が滅ぼされた後、彼女が寝転んでいた花畑跡を探すと彼女の形見である羽根帽子を拾うことができる。
ゲーム画面でのドット絵では耳が尖ったエルフのような容姿をしているが、公式ガイドブックにおけるイラストでは耳は尖っておらず、金髪の人間の少女の容姿となっている。ドラゴンクエストVでフローラのドット絵用のキャラクターデザインを担当した、くりからはづきは「上司がデザインしたファミコン版ドラクエ4のドット絵ではシンシアの耳は尖っておらず、シンシアのデザインに関しては当時から描き手と受け手の認識に大きな食い違いがあり、堀井雄二さんからの詳しいキャラ説明もないため、後年シンシアはエルフ族という設定が定着してしまったが、作中では彼女がエルフ族であるとは一切書かれていない。エルフ族だと多くのユーザーに勘違いさせてしまった要因は当時のグラフィック表現の限界ゆえに頭の羽飾りがエルフのように尖った耳に見えてしまったためである。当時の開発現場のデザインチームでは、シンシアの羽根つき帽子は天空人を意識してのデザインであり、山奥の村は天空人の生き残りが勇者である主人公を邪悪な存在から隠すために作った村であると考えていた。」と語っている。
バトランド王
現バトランド王。王宮戦士であるライアンを厚く信頼している。彼の祖父はガーデンブルグとの友好の証に国宝「天空の盾」を献上したことがあるが、孫である彼からは下心によるものではないかと疑われていた。
フレア
バトランドの城下町在住の女性。失踪した夫・アレクスの身を案じている。美貌の持ち主ゆえか、夫の失踪をいいことに言い寄る者もいる。あるイベントで一時的に連れて歩くことになるが、サブキャラクターと異なり戦闘には一切参加せず敵の攻撃を受けることもない。後に、失踪した夫に出会うが、その際に彼の記憶を掘り起こすために突拍子もない行動に出る。
アレクス
バトランド城下の靴屋だが、旅に出てから消息を絶ったと言われている男性。子ども好きで知られている。
ププル
行方不明になっているイムルの子どもの1人。行方不明になる前、村の外れの「秘密の遊び場」で「おかしな靴」で遊んでいたと言われる。
メイ
旅芸人の少女。サントハイムの王女アリーナと年齢や容姿が似ていたことから、仲間のプライやワリフトと共にアリーナ一行を騙ってフレノールで厚遇されていたが、それが裏目に出て突如現れた悪漢どもに誘拐されてしまう。
ネネ
声 - 関根明子（CDシアター版） / 日髙のり子（ライバルズ）
トルネコの妻。いつもトルネコのために美味しいおべんとうを作る。第三章ではトルネコが仕入れた商品を他店の定価の1.5倍を超える値段で売り切るという商才を発揮する。トルネコが旅に出ることを知ったときも、笑って送り出す理解ある女性。第五章ではトルネコが旅立ち、商品を仕入れられなくなったため、店を預かり所に転業して営んでいる。
FC版では若い女性のグラフィックであるが、公式ガイドブックや知られざる伝説、ワールド漫遊記で描かれている容姿は金髪・ショートヘアの中年女性の容姿となっている。
トム
レイクナバに住む老人。故郷を発ってから音信不通の息子が1人おり、その息子の愛犬トーマスの面倒を見ている。信心深く毎朝教会に通っているが、足腰が弱くなっており押してもらわないことには歩くこともままならない。
ドン・ガアデ
建築家。ボンモール王に壊れた橋を直すため呼ばれていたが、キツネの創り出した幻の村に囚われている。
モニカ
声 - 井上美紀（CDシアター版）
エンドールの姫。父親であるエンドール王が、武術会で優勝した者と結婚させると言い出し困り果てていたが、武術会で女性であるアリーナ姫が優勝することで事なきを得る。
リック
ボンモールの王子。モニカ姫に恋しており、父親のボンモール国王がエンドールに戦争を起こそうとしていることを憂い、自国を訪れたトルネコにモニカへの手紙を託す。
後にモニカとリックは結婚し、戦争の危機にあった両国は平和的な道を辿る。第五章ではコロシアムで結婚式がずっと続いている。
エドガン
マーニャとミネアの父で、錬金術師。オーリンとバルザックの二人の弟子を持っていた。既存の生物を変化させ恐ろしい怪物を作り出すことのできる進化の秘法を発掘したが、それを邪悪なものとして封印しようとしたため、それを欲していたバルザックによって殺害された。コーミズには彼の墓があるが、作中では回想なども含めて彼自身が登場することは無い。
先代キングレオ王
声 - 宮内幸平（CDシアター版）
先代のキングレオ城の王。世間では死んだと伝えられているが実際は怪物化した息子のキングレオにより投獄されている。第四章でキングレオに敗北して投獄されたマーニャとミネアに乗船券を与え、牢屋から逃がした。第五章では牢屋の中で息絶えている。
リバスト
かつて天空の鎧を身に纏い、アネイルの町を自らの命と引き換えに魔物の手から守った戦士。夜になると亡霊として墓の前に現れる。「天空の武具は天空人の血を引くものでないと装備できない」と劇中では強調されているが、彼が天空人もしくはその子孫であるかどうかについては特に語られない。
ヒルタン
若い頃に集めた宝を元手に商売で成功し、「商売の神様」と呼ばれている老人。ミントスで後進育成のため、講義をしている。
バコタ
声 - 沢木郁也（CDシアター版）
ガーデンブルク南東の洞窟を隠れ家としている盗賊。ガーデンブルク城の秘宝『炎の爪』を盗む目的で忍び込むも発見叶わず、シスターのロザリオを盗んだ際に主人公らに自分の濡れ衣を着せる。洞窟までやってきた主人公たちに追い詰められて戦いを挑み、最終的には事件が彼の仕業であることがばれ、ガーデンブルク城兵士に逮捕される。普段は詩人のようなグラフィックだが戦闘時には武闘家のような格好となる。この時のグラフィックは第二章の武術大会に登場するミスター・ハンの色違いであり、名前は「とうぞくバコタ」と表示される。強い攻撃力を持つだけでなくヒャダルコ・スクルトなどの呪文も使いこなす。魔物ではないためモンスター図鑑には掲載されない。
かつては相方と組んでいたが、その人物はボンモール城の牢屋に収容されている。
前作『III』で盗賊の鍵を作った同名の人物が登場する。
マスタードラゴン
声 - 屋良有作（CDシアター版） / 山野井仁（『モンスターズ3』）
天空城に住む竜の神。天空城に居ながらにして、世界の全てを知ることができる。かつて地獄の帝王を封印した。世界の管理者として人間の上に立ち非常に厳格な統治を行ってきたが、最後の戦いの後は進化の秘法を打ち破った人間達の力を認め、人間も素晴らしいものだという考えを持つようになる。
ドットグラフィックでは体色が金色であったが、パッケージイラストではグレーである。
次作『V』にも登場する。『V』では人間の素晴らしさに気付いて性格が大きく変わった結果、天空人が知らないうちに自ら人間の姿になった。
『モンスターズジョーカー』で登場する「はくりゅうおう」は、マスタードラゴンと同一の存在であると説明されていたが、次作『ジョーカー2』ではマスタードラゴン自体が別に登場している。

### ピサロとその手下・関係者
ここでは、最終ボスであるピサロと、彼と関連の深い妖精ロザリー、およびピサロの手下であることが作中で明らかになっている敵の魔物たちを挙げる。
ピサロ〔魔族の王〕
声 - 池田秀一（CDシアター版） / 小野大輔（『ヒーローズ』・『モンスターズ3』）
魔族の王であり、第五章の最終ボス。世界征服の野望からデスピサロを名乗って邪魔な勇者の出現を阻止しようと目論み暗躍。部下に命じて各地の子供をさらわせる一方、自身は武術大会に出場して対戦相手を殺戮（弱すぎるという理由で殺さなかった者もいる）、最終的に勇者の村を突き止めて襲撃し、住民を皆殺しにした。その強さと冷酷さにより人間には恐れられているが、指導者に相応しい厳格さと器を持つため部下の魔物たちからは崇拝されており、ロザリーヒルの住民にも信頼されていた。また、他のシリーズの魔王とは違い、自ら前線に赴くことが多い。
人間に襲われていたロザリーを助けた後、2人で暮らしていたが、ある日世界征服の野望を抱いて村を飛び出したことが、住民によって語られる。世界を魔族のものにするべく、地獄の帝王の復活のために奔走し、ロザリーに対し人間を根絶やしにする決意を語る。その後、ロザリーを人間に殺されたことで憤怒と狂気に任せ、さまざまな研究・実験の末に完成させた進化の秘法を自らに施す。その結果、肉体は比類なき強力なものになったが、精神がそれに耐えられずに自我が崩壊。記憶は失われ、人間を根絶やしにするという意思のみで存在している。デスキャッスルを抜けた大きな山「エビルマウンテン」の奥にて勇者たちを待ち受ける。
歴代ボスの中でも細かい形態変化をとる。第一形態はエスタークの色違いで、ダメージを与えるごとに腕や頭部が消滅していくが、途中で体色が変化して腹部に新たな顔が発生する。その後に腕が再生、脚部が太く強靭になり、最後に頭部が再生して最終形態となる。FC版では作品の最終ボスであり、最後は主人公たちに敗れて身体が崩壊し、魔族の姿に戻って絶命。その亡骸はエビルマウンテンの崩落によって進化の秘法もろとも地の底へと消えた。
普段の魔族姿は、FC版発売当時は特に公式の設定イラストが存在せず、当時の書籍や関連商品に描かれている姿はドット絵を元に独自解釈されたものである。
以降の作品では、魔族姿が「ピサロ」（姿は上記のデザインに統一）、最終形態の姿が「デスピサロ」として区別されることが多い。
「ピサロ」は『モンスターバトルロードシリーズ』（『II』以降）で再登場。魔王クラスのボス敵と「スペシャルカード」使用時の味方の双方で登場し、「魔剣士」の肩書を持つ。『バトルロードビクトリー』では王者決定戦で優勝するとゲームの世界から乱入してきてプレイヤーのチームに挑んでくる（この時、一人称が「私」から「オレ」に変わっている）。
一方の「デスピサロ」は『IX』や『モンスターズシリーズ』、『モンスターバトルロードシリーズ』（『II』以降）などで再登場。
『モンスターズ2』では記憶や理性を取り戻したという設定（3DS版ではリメイク版の設定との兼ね合いから「完全なる力を得たと言われている」という設定に変更）の「サイコピサロ（上半身は第1形態で下半身が最終形態という姿で、マントを纏う）」が登場する。
『モンスターズ3』では主人公として登場する。
『モンスターバトルロードシリーズ』では「真・デスピサロ（最終形態とほとんど同じ姿だが、目が赤く輝き、若干体色が変化）」というオリジナルの強化形態が登場する。
ロザリー
声 - 潘恵子（CDシアター版） / 島本須美（ライバルズエース） / 上田麗奈（『モンスターズ3』）
ルビーの涙を流すというエルフ。それゆえ、捕まえて大金持ちになろうと目論む人間たちに狙われている。ルビーの涙にはエルフ族の強い想いが込められていると言われており、普通の人間では手にした瞬間に砕ける。ピサロによって保護されていたが、エビルプリーストの謀略によって人間に襲われ、ピサロの願いもむなしく命を落とす。それがピサロを復讐と狂気に走らせる要因となる。
デスキャッスルの魔物
エビルプリースト
声 - 西村知道（CDシアター版） / 島田敏（ライバルズ・『モンスターズ3』）
邪心に満ちた大神官。人間を仕向けてロザリーを殺害させた真犯人である。闇の世界でデスキャッスルの結界を守る四天王のひとりとしてスモールグールを従えて登場する。FC版ではピサロに完全な王となって欲しいという過剰な忠誠心から前述の暴挙を独断で行っており、CDシアター版ではロザリーをさらわせた理由として、「進化の秘法の完成には地獄の業火よりも熱い憎しみが必要であるからだ」と語っている。
外伝作品では『DQMジョーカー2 プロフェッショナル』や『DQⅩ』に登場する。
アンドレアル
声 - 最上嗣生（『モンスターズ3』）
エビルプリーストとともにデスキャッスルの結界を守る魔物。ドラゴン系の魔物。エビルプリーストと同じく幹部級のモンスターであるが、戦闘時は3体で登場し、同種の魔物を倒されても何度も呼び出す。高熱のガスで全体攻撃を仕掛ける。デスピサロに対する忠誠心の篤さは、今際の際の台詞から見て取れ、ロザリーを失ったピサロの悲しみを勇者たちに訴えていた。
『VII』以降の作品（モンスターズ含む）でザコモンスターとして再登場する。
『モンスターズ3』では三兄弟として登場し、名前もそれぞれ長男がアンドロス、次男がドレンガ、三男がアルーガと名付けられている（彼らの名前を合わせることでアンドレアルとなる）。
ヘルバトラー
声 - 天田益男（『モンスターズ3』）
エビルプリーストとともにデスキャッスルの結界を守る魔物。太い角とコウモリのような羽、蹄のある人面の魔物で、奇跡の剣を所持している。高い攻撃力とイオナズンなどの全体攻撃で猛攻を仕掛ける。ピサロに対して最も高い忠誠心を持つモンスターの1匹である。
『ドラゴンクエストV 天空の花嫁』以降（モンスターズでは『テリー3D』以降）の作品にも登場しているほか、『X』では中ボスとして登場する。
ギガデーモン
声 - 木村雅史（『モンスターズ3』）
エビルプリーストとともにデスキャッスルの結界を守る魔物。棍棒を持った巨躯の魔物で、後述するバルザックの亜種（FC版では全く同じ色）。打撃攻撃はミスが多いが、時折、痛恨の一撃も出す。主人公に背後の床を調べさせてその隙に不意打ちを仕掛けようとする狡猾さも持っている。
『ドラゴンクエストX 目覚めし五つの種族 オンライン』、『モンスターバトルロードIIレジェンド』で単独で中ボスクラスの敵として登場しており（FC版同様、バルザックと同じ色である）、DQMシリーズでは『ジョーカー2』のプロフェッショナル版に登場する。

ピサロのてさき
声 - 龍田直樹（CDシアター版）/ 葉山翔太（『モンスターズ3』）
バトランド北西の湖の塔に潜むデスピサロの部下。本作最初の中ボス。空飛ぶ靴でイムルの村の子供たちを拉致し、伝説の勇者を子供のうちに殺害しようと企む。巨大な目玉を持つ魔物大目玉と一緒に現れる。メラ・ギラの呪文と火の玉を使う。『モンスター物語』では「カロン族ルブル」、小説やCDシアターでは「アシペンサ」（名前は同じだが性別は異なり、前者は女性・後者は男性）という名前が設定された。
また、『モンスターズ3』では「ムジャラー」という名前で登場しており、大目玉にも「メダリカ」（声 - 麻倉もも）という名前が設定されている。
バルザック
声 - 島田敏（CDシアター版）
エドガンの弟子（二番弟子）でありながら進化の秘法を欲して師を殺した張本人でマーニャとミネアの仇敵である。キングレオ城の王・キングレオをバックに付けて進化の秘法を自らの体に施し、魔物と化す（オックスベアの色違い、『イルとルカ』などでは第五章の形態と区別するため「バルザックビースト」と呼ばれる）。
強力な呪文攻撃を仕掛けてくる一方でベホマの呪文で完全回復するので静寂の玉を入手していないと長期戦になる。マーニャとミネアに倒されるも、完全には倒されておらず、第五章ではさらに強化し人々が居なくなった後のサントハイム城を占拠するが、非常に高慢な態度をとり、部下の魔物たちからも嫌われている。ここではヒャダルコや吹雪といった氷の攻撃を得意とする
本人は、神に近い肉体を得たと豪語しピサロを超えたつもりでいたが、実はピサロに黄金の腕輪無しでの進化の秘法の限界を計るための実験台に使われていただけであり、勇者たちに倒されると配下の魔物から罵られながら最期を遂げる。
『ドラゴンクエストX 目覚めし五つの種族 オンライン』では第五章の巨大化した姿として登場する。またオンラインモードの3.0から登場したカジノのすごろくではボスの1人として登場する。
外伝では『ジョーカー』『ジョーカー2』以外のモンスターズシリーズに登場する。
キングレオ
声 - 岸野幸正（CDシアター版）
キングレオ城を支配している、手足を合計8本生やした巨大なライオンの魔物である。最初はバルザックを配下に置いていたが、バルザックがさらなる力を手に入れたため、捨てられる形となった。
第四章はバルザックが敗れた後に現れマーニャたちと戦う。イベントとしての戦闘であり、通常のプレイではどのようにパーティのレベルを上げても絶対に倒すことはできない（→ボスキャラクター#倒せないボス）。第五章では呪文と吹雪による全体攻撃と高い攻撃力による打撃で連続攻撃をする。戦闘後はFC版では主人公たちに倒されるとそのまま息絶える。
『ドラゴンクエストX 目覚めし五つの種族 オンライン』では魔法の迷宮のボスとして登場。
ピサロナイト
声 - 竹内良太（『モンスターズ3』）
ロザリーヒルでロザリーの護衛をする鎧の魔物。さまようよろいの色違い。相手の呪文を封じる静寂の玉を持ち、戦いでは何度も使用する。シナリオの進め方次第では彼の居場所を訪れない=戦わない事も可能（前述のロザリーが連れ去られるイベントのあとは消える）。ただ、ピサロナイトはモンスター図鑑に載るため、戦わないでストーリーを進めてしまうと、モンスター図鑑を完成させることが不可能となる。
『知られざる伝説』や小説版では、本名は「アドン」となっており、その過去について詳しく語られている。そして勇者・ピサロともに純粋な剣技だけでは彼に敵わず呪文を使って勝利した、という点で両者にとって「鏡」と言える存在となった。
外伝作品ではDQMシリーズの『ジョーカー』以降に登場している他、『モンスターズ3』では、「パーシヴァル」という名前が設定されており、自身の素性や、作中での経緯が描かれている。

### そのほかの魔物
ここで挙げるのは、ピサロとの関連がないか、あるいは関連が作中で語られていない魔物である。
カメレオンマン
上記の「ピサロの手先」と同系列（色違い）の魔物で、2匹の暴れ狛犬を引き連れている。テンペの村で娘を生贄として捧げることを強要し、村を恐怖に陥れている。ホイミや眠り攻撃を使う。
裏切り小僧
裏切りの洞窟に住む、鬼に翼が生えたような姿の2体の魔物。洞窟に複数人で来た旅人に化けて罠にかけ、互いの信頼を崩壊させることを生きがいにしているという。吸血こうもり2体とともに登場する。
『モンスター物語』によると、約200年前に信じる心を探しに裏切りの洞窟に赴くも、信じる心を見つけた瞬間「独り占めしたい」という欲に駆られ、同士討ちの果てに死んだ冒険者3人が100年後にあらゆる怨念により魔物として蘇生し、倒した人間の悲しみや恨み、疑惑の心を食べて生きているという設定になっている。
灯台タイガー
大灯台を占拠し、邪悪な黒い炎でコナンベリーを出航する船を沈没させ続けているトラの獣人の魔物。攻撃力が高く、身の毛もよだつ雄叫びをあげたりして、炎の戦士2匹と共に戦う。
エスターク
声 - 銀河万丈（ライバルズ）
魔物たちから「地獄の帝王」と崇拝される存在。両手に巨大な黄金の剣を持ち、それを武器に戦う。
かつて西の大陸の北に城を構えていた魔族の王で、進化の秘法を作り出した張本人でもあり、それを自らの身体に施して究極の生物と化した。しかしこのときの進化の秘法は不完全であり、不老不死の力を備えているものの、記憶を失い、破壊と睡眠を欲する体になる欠点を持っていた。その力を危惧したマスタードラゴンによって居城ごと地中に封印され、眠りに就いていたが、金鉱を探すために発掘が続けられていたアッテムト鉱山と地中の居城が繋がってしまい、目覚めることとなる。主人公たちが到着した時点では完全に覚醒していないが、眠っている状態でも体から光を発して全体攻撃を行うなど高い攻撃能力を持つ。
シリーズのボスの中でも、再登場の回数が非常に多いキャラクターである。大半の作品で本作の設定を再現して眠りに弱いという弱点がある。
次作『ドラゴンクエストV』では隠しボスとして登場するが体色が異なる。リメイク版を除く以後の作品では『V』の体色で統一されている。
『ドラゴンクエストIX』や『モンスターズ』シリーズ、『モンスターズバトルロード』、『少年ヤンガスと不思議のダンジョン』でも登場する。
『モンスターズ ジョーカー』では、過去でも未来でもない所に存在するとされ、全てを支配する破壊と殺戮の邪神と呼ばれているなど、『VI』に登場した同じく破壊と殺戮の神・ダークドレアムと類似する点が多いが、その素性は謎とされている。
『ドラゴンクエストVII』ではエスターク自体の登場は無いが、エスタークを模したデザインのロボットモンスター「エビルエスターク」が登場する。
『ドラゴンクエストX』ではハウジングで「地獄の帝王の立像」が飾れるほか、神話篇に「災厄の王」というエスタークによく似たモンスター（尻尾が長いなどデザインに差異がある）が登場する。
『イルルカ3D』ではエスタークを模した大魔神像に武具が装着された強化個体「グランエスターク」が登場する。
3DS版『ドラゴンクエストVIII』でも追加されたダンジョン「追憶の迷宮」の最奥に登場する。

## 開発
本作で使用されているROM容量は前作より更に倍の4メガビットという当時としては膨大な量で、「それまでのエニックスのFCソフト（ドラゴンクエスト前3作と『ポートピア連続殺人事件』『ドアドア』）を全部足してもまだ余る」とのアピールが発売前の雑誌広告などでなされていた。

### 技術的仕様
- 技術的には、タイトル画面では、ローマ数字の縮小パターンを予め定義し、黒い背景に縮小されているように見せ、固定した後表示に必要なパターンを書き換え、タイトルを表示。雲については並べたBGパターンの再定義により、多重スクロールしているように見せている。また、戦闘シーンでは、BGのみではなく、ステータス表示の枠に重なる部分や、表示色を増やす為、敵キャラクタの表示にはスプライトも併用してデザインし、それに伴い同時に出現するモンスターの組み合わせが内部的に構成されているなどの工夫が見られる。
- 四章終わりの出航シーンでは、当初BGで描画される桟橋は、上に居るキャラクタが居なくなった時点でスプライトに変更することで、BG画面のスクロールの影響を受けないように固定される。海面のBGパターンはスクロール方向と逆に再定義し続けられ、見た目上は船だけがスクロールしているように見える。また、前述のとおり、スプライトによる描画になった桟橋は、長い帆桁部分の左端に見えない形で桟橋よりも優先順位の高いスプライトが配置されており、帆桁が桟橋に差し掛かったときにスプライトの表示制限から、桟橋の表示が見た目上消える。これらの設計によって、止まった海面に対して、大きな船が出航し、桟橋の上を帆桁が通過するという多重スクロールと、プライオリティー処理を擬似的に実現している[注 28]。
- これまで5人以上のパーティーが避けられてきた理由の一つに、FCのスプライト水平表示数制限[注 29]があったが、車外に出せるメンバーを最大4人にすることによってチラツキ使用を極力防ぎ、合計で最大10人におよぶ多人数パーティーを実現させた。

### 不具合
- ファミコン版ではいくつかのバグが存在する[注 30]。
  - ボス戦など、逃げることができない戦闘中に「にげる」を8回以上選ぶと、それ以降の打撃がバイキルトが掛かっているキャラクター以外すべて会心の一撃になる。これは、「にげる」を実行した回数カウンターとフラグ管理用のワークが同じ1バイト中で隣接していることによる他の状態変化の干渉等が発生するためである。ボス戦などを除く通常の戦闘で「にげる」を使い続けた場合は4回以内で必ず逃げることができるため、発生することはない[注 31]。
  - 第3章と第5章ではエンドールのカジノのコインを格安で大量に買うことができる。第3章ではコイン83,887枚を184ゴールドで、第5章では838,861枚を4ゴールドで購入できる。これはワークエリアの算術オーバーフローに起因する判定処理のバグが原因であり、具体的には購入金額の計算を3バイトで行っているため、カジノでコインを購入する際、計算金額が16,777,215ゴールドを超えるとオーバーフローが発生し、本来のコインの金額と16777216との差が購入金額となる。第3章ではコイン1枚が200ゴールドと高額であるため、上記以外の金額でもオーバーフローが発生する[注 32]。コインは一度に最大999,999枚まで買うことができるが、2章ではコイン1枚の金額が10ゴールドと安いため最大枚数まで買っても16,777,215ゴールドを超えずオーバーフローは発生しない。
  - 戦闘中に「せいすい」を使うと、相手のパラメータに関係なく敵に約10のダメージを与えることができる。

### スタッフ
- シナリオ：堀井雄二
- モンスター・デザイン：鳥山明
- ミュージック・コンポーザー：すぎやまこういち
- チーフ・プログラマー：内藤寬、山名学
- プログラマー：枡田賢一、麻野一哉、成田東吾、斉藤昌快、池田たかひと、篠原ひょうじ
- サウンド・プログラマー：滝本真澄、福沢正
- グラフィック・デザイナー：安野隆志、札場哲
- シナリオ・アシスタント：折尾一則、あさみつよし、石川文則、上野しげや、杉村幸子
- アシスタント： 狩野健二郎、飯田真理子、栗本和博、菊本裕智、かまたとしあき、やまかわえりこ、わかばやしかずこ、RIKA SUZUKI[注 33]、あんどうちはる
- アシスタント・プロデューサー：高橋宏之、矢作貞雄
- ディレクター：中村光一
- プロデューサー：千田幸信
- パブリッシャー：福嶋康博

## 他機種版
| No. | タイトル                                               | 発売日                                     | 対応機種                          | 開発元                        | 発売元                 | メディア | 型式         | 売上本数 | 備考               |
| --- | ------------------------------------------------------ | ------------------------------------------ | --------------------------------- | ----------------------------- | ---------------------- | -------- | ------------ | -------- | ------------------ |
| 1   | ドラゴンクエストIV 導かれし者たち                      | 2001年11月22日                             | PlayStation                       | ハートビート アルテピアッツァ | エニックス             | CD-ROM   | SLPM-86916   | 130万本  |                    |
| 2   | ドラゴンクエストIV 導かれし者たち PS one Books         | 2005年3月3日                               | PlayStation                       | ハートビート アルテピアッツァ | エニックス             | CD-ROM   | SLPM-87356   |          | 廉価版             |
| 3   | ドラゴンクエストIV 導かれし者たち アルティメットヒッツ | 2006年7月20日                              | PlayStation                       | ハートビート アルテピアッツァ | エニックス             | CD-ROM   | SLPM-87377   |          | 廉価版             |
| 4   | ドラゴンクエストIV 導かれし者たち                      | 2007年11月22日 2008年9月12日 2008年9月16日 | ニンテンドーDS                    | アルテピアッツァ              | スクウェア・エニックス | DSカード | NTR-P-YIVJ   | 130万本  | すれちがい通信対応 |
| 5   | ドラゴンクエストIV 導かれし者たち アルティメットヒッツ | 2010年3月4日                               | ニンテンドーDS                    | アルテピアッツァ              | スクウェア・エニックス | DSカード | NTR-P-YIVJ   |          | 廉価版             |
| 6   | ドラゴンクエストIV 導かれし者たち                      | 2014年4月17日 2014年8月                    | iOS（7.0以上） Android（4.0以上） | アルテピアッツァ              | スクウェア・エニックス |          | ダウンロード |          |                    |

### PlayStation版
FC版のゲーム内容を基にして新機能・新要素を追加したリメイク作品。『ドラゴンクエストVII』の発売から約1年後の2001年8月、当時FC版ドラゴンクエスト作品の中で唯一リメイクされていなかった本作の、PlayStationでのリメイクが発表された。ファンからのリメイク要望に応えたものである。同年9月中旬には発売日が11月22日と発表され、10月の東京ゲームショウにも出展された。
発売日は延期されること無く、FC版発売から約11年半後の11月22日に発売された。キャッチコピーは、「勇者よ、めざめなさい」。発売から20日間で出荷本数100万本を突破した。
グラフィックなどは前年にPSで発売された『ドラゴンクエストVII エデンの戦士たち』をベースとし、同作で登場した俯瞰視点の3Dマップを採用した。コマンドやキャラクター操作、戦闘画面の仕様なども『VII』のものが受け継がれた。地形や建物などは『VII』をそのまま流用しているものもある。
このほかに『VII』から継承された要素として、ボタン一つで会話や調査ができる便利ボタン、持ちきれなくなったアイテムを入れる大きなふくろ（第五章以降で登場）、仲間との会話機能（移動中のみ・第二章と第四章は全員しゃべる）、モンスター図鑑、複数攻撃が可能な武器などがある。井戸の中に入る、壷や樽などを持ち上げて投げるなどのアクションも可能になった。大きなふくろの登場に伴い、FC版の預かり所はゴールド銀行に変更された。
なお、北米では『Dragon Warrior IV』を2002年に発売予定だったが発売されなかった。

#### 戦闘
AI戦闘の作戦は「いろいろやろうぜ」が削除され、「みんながんばれ」が「バッチリがんばれ」に改名され、戦闘中の仲間の行動を細かく指示できる「めいれいさせろ」が追加されるなど、『ドラゴンクエストVII』と同様のものに変更されたが、女勇者の場合は「ガンガンいくわよ」「わたしにまかせて」「じゅもんはやめて」「めいれいするわよ」と女性言葉の作戦名になる。AI については、最初から弱点・特性が記憶されているシステムに変更されたが、クリフトだけは意図的にFC版の評判が考慮されている。馬車入れ替えは、ターン開始前に入れ替えが可能となるとともに、複数人数を同時に入れ替える「そうがえ」コマンドが追加された。
ターン開始時の全体コマンドには従来どおり「にげる」が存在するが、PS版ではキャラクターごとの個別コマンドにも「にげる」があり、個別に選択するとそのキャラクターが行動時に逃走を試み、1人でも逃走に成功すれば戦闘が終了する。
なおFC版では戦闘中に味方を攻撃すること（パーティーアタック）が可能であったが、PS版では不可能となった。

#### 新システム
戦歴システム
本作では、戦闘で勝利・全滅（敗北）・逃走した回数・今までの最大ダメージなどが記録され、それらの値や現在のストーリー進行状況・レベル・装備などによって現在の主人公たちの状態を表す称号が決められる。それらの情報はサブ画面で戦歴として閲覧することができる。ただしストーリーには影響しない。また一度ゲームをクリアした冒険の書では現在の状態を表す画面とは別に、クリア時の状態とクリア時専用の称号を表示する画面が追加される。
移民の町
『ドラゴンクエストVII』に登場した移民の町が再登場した。サントハイム地方のバザーの跡地に町が作られる。
PS版の移民の町のシステムは『VII』とほぼ同様だが、メモリーカードを使用したキャラクターの交換はできない。
特定のキャラクターを集めてできる特殊な町の形態が『VII』の4パターンから本作では7パターンに増加した。
移住希望者には移住に関してストーリー性が追加され、ほかのキャラクターの後を追って自分も移住しようとするキャラクター、ほかのキャラクター移住させることにより自動的に町から出て行くキャラクターもいる。またエルフやモンスターなど人間以外の種族や、主人公たちと関連の深いキャラクター（メイ、パノンなど）も移民として登場する。

#### シナリオの追加
デモ画面として第一章から第四章までの各キャラクターにまつわるプロローグが、またゲーム開始直後には旅立ちより前の主人公の話である「序章」が追加された。
クリア後には、第五章の延長として、真の敵と戦うストーリーである第六章（表題無し）が付け加えられた。ゴットサイドの祭壇に謎のダンジョンが出現し、新たな仲間のキャラクター1人、およびそのキャラクター専用の武器・防具が追加された。なお、堀井雄二は、FC版に容量の都合でカットされたエピソードがあったことを語っている  が、それがリメイク版の六章と同一の物であるかどうかは不明である。

#### キャラクター
キャラクターに関する変更点は以下の通り。
- 移動中グラフィックで勇者とライアンが抜刀していないなど、よりイラストに近いものとなった。
- FC版は3色のカラーリング（例：勇者→白・青・緑）だったが、イラストに近いカラーリングになり頭身も大きくなった。名前は文字と濁点・半濁点を合わせて1文字と数え、勇者にカタカナも使用可能になった。
- ミネアがキアリー、ブライがラリホーを覚えるなど、習得呪文・効果値が一部変更された。一部呪文の消費MPが軽減された。また、ブライの移動中の呪文レミラーマ、トルネコ用の移動中の特技4種、勇者用の攻撃特技ギガソード、上述の第六章の追加キャラクター専用の呪文・特技が追加された。逆に戦闘中のルーラや勇者の変身呪文モシャスが使用できなくなった。それに合わせて勇者の呪文にホイミがブライの呪文にラリホーが追加されているがマーニャのルーラはもともと戦闘中には使えなかったため変更された呪文はない。また移動中に限りサブキャラクターの呪文を自由に使えるようになった。
- 能力値が調整された。
- NPCにも「たいりょく」「かしこさ」「うんのよさ」「Ex」のパラメータが付加された。ただしExの数値は「?」のままである。

またFC版よりも多くの設定が追加された。
主人公〔勇者〕
「序章」にて平和に暮らし剣術稽古に励みながらシンシアと楽しく戯れている幸せだった頃の主人公の姿が描かれる。
山奥の村に現れた謎の詩人はグラフィックがピサロとして描かれている。
モシャスからギガソードに変更された。
女性はつけていなかったスライムピアスをリメイク版では両耳につけている。
ライアン
最高レベルでのHPは勇者やピサロより低くなった。
アリーナ〔姫〕
国王である父親の言動を表す際に尊敬語を使うなど、王女らしい育ちの良さをうかがわせる面も持つ。
勇者の目の前で扉を蹴り壊すなど怪力の持ち主であることをアピールしている。
PS版のみスタート時のデモ画面にて自ら見た夢をサントハイム王に伝えるべく王の目の前で城の柱を蹴り壊し王様を悩ませているシーンがある。
クリフト〔神官〕
アリーナに思いを寄せている設定が公式になり、仲間会話システムで頻繁にその種の台詞を発するようになったほか、キャラクターの個性を出すため高所恐怖症などの設定が採用され、アリーナ姫に恋する頼りない性格に変更された。
仲間会話の中では神官らしく、時折新約聖書の言葉を引用する。
AIに学習機能が無くなったが、ザキを連発するキャラクターの印象と前述のアリーナに惚れているという設定が加味され、戦闘中AIを設定すると4分の1の確率でランダムにザキ系を唱える仕様になり、回復はアリーナを最優先させるようにプログラムに手が加えられた。
ブライ〔魔法使い〕
アリーナの暴れっぷりに結婚相手がいないのではと嘆いている。
頑固で毒舌、お国自慢好き、身分階級にシビアといった特徴が台詞上に描写され性格が変更された。また、独身であるという設定も追加された。
リメイク版においては追加されたアイテムで装備可能な物は装飾品くらいしかない。
トルネコ〔武器屋〕
夜のモンバーバラの舞台で彼に話すと太っているかどうかを聞かれ、正直にはいと答えるといじける。
どの町に行っても常に商売のことを考える根っからの商人となり、会話から幼少期に流行病で両親を失い、若い頃は苦学したという過去が明かされる。
ダンジョン探索時に便利な移動補助特技を覚える。また、すべてのアイテムに対して鑑定時の台詞が個別に用意された。
マーニャ〔踊り子〕
高いところを好み暗くて湿った洞窟を嫌うという設定が追加された。また酒場を好む台詞も多くかなりの酒豪である。
レベル60くらいから力も伸び始め、物理攻撃も得意になる。
ミネア〔占い師〕
洞窟などの暗所や整理整頓された狭い場所を好み人ごみを嫌う台詞が見られる。意外と毒舌である。
ステータス面が強化された。
ピサロ〔魔族の王〕
公式にキャラクターデザインが作られ、黒を基調にした服装で毛皮のマントを纏い、銀色の長髪と赤い瞳を持つ青年の姿となった。
ある条件を満たしロザリーを復活させた状態で対面すると導かれし者たちと同様の扱いで、以後離脱することのない仲間となる。
初期状態から既に即戦力になるほどの実力を持っており、ムーンサルト・ジゴスパークなどの特技のほか、ザラキーマ・ベホマラー・バイキルトといった攻撃・回復・補助呪文もバランスよく習得する。また、パルプンテの呪文の効果以外では混乱状態にならない、呪いの装備を不利な効果を受けずに装備できるといった特徴も持つ。また、ピサロ専用の強力な装備品がある。
仲間になったあとも、勇者たちの存在は認めつつも「人間は愚か」という考えはどこかに持っており、モンバーバラの夜の劇場においてそういうセリフを聞くことができる。また、勇者の村を滅ぼした件についても自分の信念のためやったことだと意志を貫いている。その際、一度はロザリーを失った事により大切な者を失った悲しみを理解する姿勢を見せており、仲間になる際にも自身の行いが間違いだったのか？と自問自答している。また、天空城の中には立ち入ろうとせず、その際のみパーティから離脱する。ただし、マスタードラゴンからは認められた。ちなみにクリア後はロザリーヒルでロザリーと静かに暮らしたようである。
また仲間となるサブキャラクターに関して、グラフィックはFC版のグラフィックや関連書籍でのイラストとは別のものに変更されている。
ホイミン〔ホイミスライム〕
ホイミスライムの亜種として、ベホイミスライムのベホイミンやベホマスライムのベホマンも登場する（仲間にはならない。ベホイミンは移民として登場、「ベホ移民」という駄洒落もある。ベホマンは、夜のスタンシアラの教会で怪しげな宗教の教祖をしている）。
DS版『VI』では、固定の仲間キャラクターとして同名のホイミスライムが登場するが、エンディングにて本作のホイミンと同個体であることをほのめかす発言をする。
ロレンス〔旅の詩人〕
詩人ながら歌は苦手という設定が付き、ブライに酷評された（ただし魔術の実力は認められた）ほか、本人も自覚している。
ホフマン〔宿屋の息子〕
ミントス到着時に別れる。
主人公たちが魔法の鍵を手に入れた直後に独立し、砂漠のバザー跡地で移民の町を作り、管理する。
ホフマンのかつての冒険仲間はPS版のみ「ローエル」という名の移民として登場し、呼び込むことでホフマンと和解する。
パノン〔旅芸人〕
口髭を蓄えた中年男に変更された。
さまざまな町やダンジョンで地名にちなんだ駄洒落を披露する。別れた後、移民として登場する。
ルーシア〔天空人〕
容姿が一部異なる。また台詞の語尾に「ですぅ」がつく不思議少女系のキャラクターとなっており、見慣れない地上の世界に興味を持ち、色々な事柄に感激する。
ドラン〔龍の子供〕
容姿が大幅に変更された。また第六章のストーリーを進めるとパーティーを離れる。
仲間とならないキャラクターに関しての変更点は以下の通り。
シンシア
序章では勇者に早くモシャスの呪文を見せたくてカエルやウサギに変身して驚かせる。
先代キングレオ王
FC版では出国に失敗して捕らえられた老人として登場するが、この時点では先代キングレオ王という設定は存在せず、関連書籍（『知られざる伝説』や小説版など）において追加された「投獄された先代キングレオ王」が公式設定として取り入れられた。
バコタ
『ドラゴンクエストII』のラゴスや『III』のカンダタのような大盗賊になりたいという設定が追加された。
マスタードラゴン
体色がリメイク版ではグレーである。
ロザリー
第六章では、主人公たちが手に入れた世界樹の花の効力によって蘇生した後に主人公たちに同行し、進化の秘法で怪物化したピサロを説得する。
当初名前が無く、人間に襲われている所をピサロに助けられ、彼が住んでいた村のロザリーヒルにちなんで「ロザリー」と名づけられたことが語られる。

#### モンスター
主人公たちと対峙するモンスターに関する変更点は以下の通り。
- 第五章以降の古井戸の底でFC版第五章で戦うことのできなかったモンスターが出現するようになった（ただし第四章にのみ登場する2種を除く）。
- デスピサロとの最終決戦場でザコモンスターが出現しなくなった。
- FC版においてROMにデータは存在したがメモリの初期化設定ミスのため登場しなかった海上モンスター5種および限られた場所でしか登場しなかった海上モンスター4種が、正式なエンカウント対象になったが、マリンリバイアサンのみ名前がマリンワームに変更された。なお移民のひとりの台詞では、これらのモンスターが昔は珍しかったと語られる。
- 『VII』からいどまねき・いどまじん、およびそのほかのモンスター19種（第六章用）が新たに追加された。
- マネマネがモシャスで変身するキャラクターもどきの姿がドット絵からイラストに変更。ピサロも含む（ただし動かない）。
- 灯台タイガーはPS版では同種の移民モンスターも登場する。

また設定の追加・変更は以下の通り。
ギガデーモン
その外見からかマーニャに「アタマの弱そうなの」と形容される。
バルザック
サントハイム城を占拠している本体はリメイク版のモンスター図鑑では「バルザック+」と表示。ギガデーモンの色違い。
キングレオ
キングレオ城の王子が進化の秘法を使った姿であるという、『知られざる伝説』や小説版に近い設定が追加された。
第五章での戦闘後は人間に戻り、秘法を用いてから怪物化していた時まで、記憶はすべて失くした状態となる。
隠しボスとして以下の3体が追加された。
エッグラ、チキーラ
謎の洞窟の最深部で「卵とニワトリはどちらが優れているか」と言い争いをしている二人組。エッグラは卵派で呪文や特技を操る技巧派、チキーラはニワトリ派で高い攻撃力を持つ肉体派である。
彼らとの戦闘に勝利することで第六章のストーリーを進めることができる。また何度でも戦うことができ、2回目以降は一定ターン数以内に勝利するとアイテムを得ることができる。
移民の町の最終形態によっては彼らにまつわる話を書いた本が登場する。
エビルプリースト
ピサロに忠誠を誓っているのは表向きであり、本当の忠誠心は皆無に等しく、ピサロに取って代わって魔族の王にならんと企んでいる。
第五章クリア後もデスピサロを倒して再びエンディングを迎えることも可能だが、ある場面まで進めてしまうと、2度とデスピサロと戦うことができなくなり、エンディングを迎えるには第六章での最終ボスとしてデスパレスに君臨するエビルプリーストを倒さなければならなくなる。この際にはピサロと同様に進化の秘法を使用するが、より改良されたものとなっているようで、自我を保ったままピサロ以上の戦闘能力を持つ怪物となる。

#### その他の変更点
BGM
音楽はオーケストラ版に基づいたものになり、一部の楽曲のキーが変わった。また、中ボス戦専用BGM「立ちはだかる難敵」、第六章のイベントなどで使われる「ピサロ」とそのアレンジである「ピサロは征く」の3曲が新たに書き下ろされたほか、「街」や「王宮のメヌエット」の夜用のアレンジ曲も追加された。
最終決戦場のBGMが「恐怖の洞窟」から「不思議のほこら」に変更になった。
重要アイテム入手時のMEがSFC版『VI』に準拠。
アイテム
重要アイテムとして世界樹の花が追加された。千年に一度しか咲かない。通常登場する世界樹の葉とは比較にならない蘇生回復力を持つ。
ちいさなメダルは枚数と隠し場所が変更され、褒美は集めたメダルの累計に応じて獲得できる方式に変更された。景品も追加・変更された。
FC版に存在した武器の中で、ブーメランやムチのような『V』以降の作品で複数攻撃の効果を持つ武器名称変更。この他数点のアイテム追加。FC版とは性能が変更された装備もある。
マグマの杖はPS版以降は使用時に一時的に手放すが、使用後にすぐ再回収ができる。
銀のタロットの効果はひいてはいけないカード以外の全てのカードが味方側に有利となる効果となった。
空飛ぶ靴は無機質な形状の靴に変更された。
時の砂が宿屋に泊まらなくても何度も使えるようになった。
バロンの角笛が戦闘中、何処からか馬の大群を呼ぶ力を持つ。
各町を調べて入手できるアイテムが大きく増加した。
キャラクターが一度に持てるアイテム数が1人あたり最大8個から12個に増加した。
とびら
PS版以降では「とびら」コマンドは自動化されているため扉に触れるだけで開くようになった（ただし鍵がかかっている扉は対応した鍵が必要）。
マップ
天空への塔など、一部のフィールドや町・ダンジョンの構造の変更が行われた。
特殊セーブ
きぼうのほこらでセーブした場合、必ずエンドールから再開するようになった。
戦闘中のステータス変化
戦闘中に補助呪文等でステータスに変化が生じた場合、一定ターンで解除されるようになった。
戦闘中に麻痺しても一定ターンで自動的に回復するようになった。このため、全員が戦闘中に麻痺しても全滅にはならなくなった。

### ニンテンドーDS版
2007年9月、ニンテンドーDSにおける「天空シリーズ」三部作のリメイク作品第一弾として、本作と『ドラゴンクエストV』『VI』のいわゆる「天空シリーズ」3部作がニンテンドーDSでリメイクされることが一挙に発表され、本作に関しては冬季に発売されることが発表された。そして10日後には正式な発売日を11月22日と発表。11月16日からテレビCMの放映が開始された。
発売日は延期されること無く、FC版発売から約17年半後、PS版発売からちょうど6年後の11月22日に発売された。キャッチコピーは「冒険の行方はその手の中に」。発売から3週間で出荷本数100万本を記録した。
システムやゲーム内容はPS版をベースとしたものであるが、DSの機能を活かした画面表示や新システムが取り入れられた。ただし下画面のタッチパネルによる操作は無い。他に、街やダンジョンなどのカメラ視点がPS版より高く位置取られ、視野的に見やすくなった。また、街などでの45度単位での画面回転がなくなった一方、L・Rボタンを同時に押すと北を画面上方とした向きに戻るようになった。
ボタン操作も刷新され、Xボタンが「コマンドを開く」、Yボタンが「地図や街の情報を開く」、Bボタンが「仲間と話す」、Aボタンが「便利ボタン」（話す・調べる）となった。何も起こらない場合はAボタンを押しても無反応となった。物を持ち上げるアクションは廃止され、便利ボタンで壷や樽を調べると即座に破壊し、花瓶や草などは調べても何も起こらない。以後DS版リメイク作品では全て同様の仕様となるほか、後に発売される『IX』や3DS版『VII』でも、一部操作が異なるものの基本的な仕様は同様である。
PS版では第五章以降のみの登場だった大きなふくろは、第一章から登場する（ただし各章のふくろの中身はそれぞれ別扱い）。各章で持ち越したアイテムはふくろの中身も含め、第五章で各章のメンバーが全員加わった時に大きなふくろに追加される。
BGMは内蔵音源だが、「序曲」のみ東京都交響楽団演奏のオーケストラ音源が採用された。海外で発売された本作・『V』・『VI』の3作はすべて内蔵音源である。
非キリスト教圏のマーケットに展開を行うための配慮として、サントハイムの紋章や、墓などの十字架の形が変更された。
過去の携帯機のシリーズ作品同様に、その場でゲームを中断できる機能（中断の書）があるが、中断したゲームを再開しても「中断の書」のデータは消えず、何度でも再開できる。ただし、町や一部ダンジョンでは中断セーブはできない。
なお、後に発売されたDS版『V』『VI』も基本的な仕様はほぼ同じになっている。

#### 移動画面
下画面はキャラクター操作やコマンド入力、上画面は主に地図表示という使い分けがなされている。町やダンジョンでは2画面双方に地形が映し出され、町ではショップリストも表示させることができる。ウィンドウでは従来のような文字による情報だけでなく、コマンドやアイテムのアイコン、ステータス画面のキャラクターの顔イラストなどの絵表示が多く取り入れられた。

#### 戦闘
戦闘はPS版を踏襲した完全対面型であり、下画面はモンスターの姿と戦闘のコマンド・メッセージの表示、上画面はキャラクターの顔・ステータス・入力したコマンドや与えた作戦の表示という使い分けがなされている。モンスターは攻撃などのアクション時以外にも常にアニメーションしている（麻痺状態でもアニメーションし続ける）。キャラクターのコマンドは「こうげき」「じゅもん」「ぼうぎょ」「どうぐ」の4つのみとなり、「そうび」は「どうぐ」コマンド内、「にげる」はターン冒頭のコマンドにそれぞれ集約された。
ステータスに「みのまもり」が追加され、守備力の計算方式が『ドラゴンクエストV』以降の作品と同じ扱いになった（一部のサブキャラクターを除く）。これに伴い、FC版・PS版のラックのたねが、みのまもりを上昇させるまもりのたねに置き換えられた。代わって「たいりょく」が廃止された。

#### 移民の町
移民の町はシステムが変更され、PS版のように移民（希望者）がランダムに現れることはなく、ステップごとに与えられるヒントを元に移民を探すシステムになった。1人（または1組）が新たに移民になると、それに呼応して自動的に移民が増えていく。移民の中には、過去のナンバリングタイトルに登場した人物や動物がゲストキャラとして加わる（『I』よりロッコ、ナナ、『II』よりドン・モハメ、『III』よりガライ、ソクラス、犬のボビー、しゃべる馬のエド）。最終形態は1パターンのみであるが、その代わりにPS版の各形態の「目玉」のほぼ全てが網羅されている。また、PS版にはないストーリーが追加された。
また、DSのすれちがい通信機能を使用し、自分の設定したキャラクターをメッセージとともに相手の移民の町へ送ることができるすれちがい大使機能が新たに加わった。迎えたキャラクターはそれ以降、そのプレイヤー側でも使えるようになる。 この機能を使って、限定キャラクターの配信が行われたこともある。

#### その他の変更点
- PS版に存在した各章のオープニングエピソードは廃止された。
- 戦闘終了後、BGMは再び先頭から流れる。
- 戦闘中にHPが0になった際のメッセージが「しんでしまった！」から「ちからつきた！」に変更。ただしザキやメガンテなどの一撃死の場合のメッセージは変更されず。これはDS(3DS)版及びスマホ版のドラクエ5(青年期のみ)、6、7でも適用された。
- 主人公は最高レベルになるとHPはライアンを超えるようになった。
- アリーナの会心の一撃の発生確率が前作の4分の3程度に低下した。
- クリフトにAIを設定すると4分の1の確率でランダムにザキ系を唱える仕様は廃止された。
- 第二章で砂漠のバザーで城に戻るよう促されるイベントが、フレノールでの一連のイベントを終了させないと発生しなくなった。
- 小さなメダルは取得してもアイテムとして所持することはなくなり、取得数のみがカウントされるようになった。取得数は「つよさ」コマンドで確認できる。
- ガーデンブルグにおいて人質が収容される際、初回の収容者は勇者とNPCを除いた先頭のキャラではなく、馬車内最後尾のメンバーとなる。なお、本作では馬車内のメンバーの並び順は登場する章の順（仲間になる順の逆）となっている。
- 第五章のサントハイムの城のボスのバルザックとの戦いのBGMは、FC版は通常の戦闘（第四章除く）のBGMだったが、第4章の戦闘と同じBGMに変更された（PS版も同じ）。
- 第六章のダンジョンの構造が変更され、既存の地形の流用ではなくオリジナルのものとなった。ただし出現モンスターは変更されていない。
- ラストボス・裏ラストボスを倒した際の特殊消滅エフェクトは削除された。
- エンディングの著作権表示にPS版にはあったFC版（オリジナル版）の表記がなくなりDS版単独で表示されるようになった（DS版『V』でも同様になっている）。

海外版では仲間との会話機能が削除された。

### スマートフォン版
2014年4月17日配信のスマートフォン版（iOS、Android）。ニンテンドーDS版をベースにしておりグラフィックも流用されている。縦長画面での表示で、仮想パッドにより片手持ちでの移動、決定といった操作が可能である。中断セーブに加えて新たに戦闘速度を5段階で調整できる機能が追加された。またBGMは交響組曲版に準じてイントロが追加された。
アイテム課金は無いが、アイテムコードを入力することで、特別なアイテムを入手できるシステムが追加された。
海外版では、DS版にはなかった仲間会話機能も実装され、すべて日本語版準拠で翻訳された。iOSの英語版は当初『Dargon Quest IV』と誤植されてしまい、後に修正された。

## 反響

### 本作に纏わる事件
ファミリーコンピュータ版
前作で問題となった抱き合わせ商法について、本作発売前に堀井雄二は懸念しており、前作よりも本数を多めに用意する対応をしたが、その甲斐なく抱き合わせ商法は行われ、それが私的独占の禁止及び公正取引の確保に関する法律（独占禁止法）違反に問われた。その事件につき、公正取引委員会審決と解説が株式会社有斐閣が発行する判例百選に掲載されている。
発売日からおよそ1か月後の読売新聞日曜版に「ドラクエIVのしょう体『デスピサロ』」と題した読者投稿イラストが掲載された。後にこの記事は当時のファミコン雑誌にも転載されたことで、多くのゲーマーに知られることになる。

### 雑誌媒体による評価
ファミリーコンピュータ版
- ゲーム誌『ファミコン通信』の「クロスレビュー」では9・10・10・8の合計37点（満40点）でプラチナ殿堂入りを獲得、レビュアーからは一本道のストーリーラインや戦闘のバランスの悪さ、また1年間におよぶ事前情報の過多などにより「なんか食い足りなさが残っちゃった感じ」と一部で否定的な意見が見られたが、その他の意見としては「コンピュータRPGとしては、やはり傑出している」といった意見や「今のこの世に存在するエンターテイメントのなかでも、最高水準のものだ、と断言してしまおう」と絶賛する声も挙げられた。戦闘時のAIシステムに関しては、最大8人のキャラクターが混在してもスムーズに行えるといった意見や、戦闘シーンが快適であったなど肯定的な意見が散見された。また、同誌の「'90ベストヒットゲーム大賞」において、読者支持で1位を獲得した他、ジャンル別大賞でRPG賞を受賞した。
- ゲーム誌『ファミリーコンピュータMagazine』の読者投票による「ゲーム通信簿」での評価は25.34点（満30点）であった。

| 項目 | キャラクタ | 音楽 | お買得度 | 操作性 | 熱中度 | オリジナリティ | 総合  |
| 得点 | 4.38       | 4.48 | 3.65     | 4.24   | 4.54   | 4.05           | 25.34 |
- 『ファミリーコンピュータMagazine』1991年5月10日号特別付録の「ファミコンロムカセット オールカタログ」では、本作より導入されたAIでのオートバトルや5章立てのストーリー構成などに触れた上で「興味を引く内容が目白押しだ」と称賛した他、グラフィック面に関しては「よりリアルに立体的になった」と肯定的に評価された。その他、同付録の巻末に収録されている「ロムカセット部門別BEST5」では、操作性5位を獲得した。
- アニメーション監督の押井守は「第3章と第4章が『一つのゲームとして、独立させてもいいんじゃないか?』と思える位に面白かった。トルネコの設定は抜群です」と評している。

PlayStation版
- ゲーム誌『ファミ通』の「クロスレビュー」では合計32点（満40点）でゴールド殿堂入りを獲得した。

ニンテンドーDS版
- 日本ゲーム大賞2008優秀賞を受賞した。
- ゲーム誌『ファミ通』の「クロスレビュー」では合計34点（満40点）でゴールド殿堂入りを獲得した。

## 関連商品

### 攻略本
- ファミリーコンピュータ版
  - ファミコン奥義大全書 ドラゴンクエストIV 導かれし者たち（集英社、ISBN 978-4834210163）
  - ドラゴンクエストIV 導かれし者たち 公式ガイドブック 上巻 世界編（エニックス、ISBN 978-4900527379）
  - ドラゴンクエストIV 導かれし者たち 公式ガイドブック 下巻 知識編（エニックス、ISBN 978-4900527386）
- PlayStation版
  - Vジャンプブックスゲームシリーズ ドラゴンクエストIV 導かれし者たち（集英社、ISBN 978-4087791372）
  - ドラゴンクエストIV 導かれし者たち 公式ガイドブック 上巻 世界編（エニックス、ISBN 978-4757505919）
  - ドラゴンクエストIV 導かれし者たち 公式ガイドブック 下巻 知識編（エニックス、ISBN 978-4757505926）
  - ドラゴンクエストIVのあるきかた（エニックス、ISBN 978-4757506381）
- ニンテンドーDS版
  - Vジャンプブックス ドラゴンクエストIV 導かれし者たち NDS版 導きの書（集英社、ISBN 978-4087794427）
  - ドラゴンクエストIV 導かれし者たち 公式ガイドブック（スクウェア・エニックス、ISBN 978-4757521957）

### その他の書籍
- 小説ドラゴンクエストIV（エニックス）
- ゲームブックドラゴンクエストIV（全4巻）（エニックス）
- ドラゴンクエストIV ワールド漫遊記（エニックス、ISBN 978-4900527645）
- ドラゴンクエストIV モンスター物語 （エニックス、ISBN 978-4900527454）
- ドラゴンクエストIV 知られざる伝説（エニックス、ISBN 978-4900527485） - ゲーム本編では語られることの無かった謎が明かされる短編集。
- ドラゴンクエストIV マスターズクラブ（JICC出版局、ISBN 978-4796600842）
- ドラゴンクエストIV導きの書ワールドガイド（エニックス） - イラストとコミックで本作の登場人物や世界を紹介するブックレット。FC版発売直前に文具店や玩具店で出回った。
- † CDシアター ドラゴンクエストIV - ドラマCDだが書籍扱い。

### 音楽作品
†は廃盤。
- † 交響組曲「ドラゴンクエストIV」導かれし者たち（アポロン音楽工業、APCG-9001、1990年3月13日） - NHK交響楽団演奏のオーケストラ版と、FC版のゲーム音源。ゲーム音楽としては史上初のオリコン初登場1位を獲得（1990年3月26日付）。
- † ドラゴンクエスト イン・ブラスII（アポロン音楽工業、APCG-4007、1990年10月21日） - 東京交響楽団ブラスセクション演奏。
- † ドラゴンクエストIV 導かれし者たち オン・エレクトーン（アポロン音楽工業、APCG-4008、1990年12月16日）
- † 交響組曲「ドラゴンクエストIV」（ポニーキャニオン、PCCG-00118、1991年2月6日） - ロンドン・フィルハーモニー管弦楽団演奏。
- † 交響組曲「ドラゴンクエストIV」導かれし者たち（SMEビジュアルワークス、SVWC-7064、2000年8月23日） - ロンドン・フィルハーモニー管弦楽団演奏。ポニーキャニオン版と曲目は同じだが、演奏内容が異なる。
- † N響版 交響組曲「ドラゴンクエストIV」導かれし者たち+オリジナル・ゲームミュージック（SMEビジュアルワークス、SVWC7112〜3、2001年12月19日） - DISC1はNHK交響楽団演奏のオーケストラ版の再収録、DISC2はPS版のゲーム音源集。
- † 交響組曲「ドラゴンクエストIV」導かれし者たち コンサート・ライブ in 2002（SMEビジュアルワークス、SVWC7169〜70、2002年12月18日） - 神奈川フィルハーモニー管弦楽団演奏。東京芸術劇場大ホールで行われた第16回ファミリークラシックコンサート（2002年8月28日）の演奏のライブ録音。「立ちはだかる難敵」「ピサロ〜ピサロは征く」を初収録。アンコールで演奏された「亜麻色の髪の乙女」「花の首飾り」も収録。ただし、同じくアンコールで演奏された『III』の「そして伝説へ」は収録されていない。
- † 吹奏楽組曲 ドラゴンクエスト第2集 ドラゴンクエストIV 導かれし者たち（OTO音、OTA-0004、2003年8月5日） - 『イン・ブラスII』にデジタルリマスターを施し再リリースしたバージョン。
- † 交響組曲「ドラゴンクエストIV」導かれし者たち（アニプレックス、SVWC-7252、2005年5月18日） - 東京都交響楽団演奏。
- 交響組曲「ドラゴンクエストIV」導かれし者たち（キングレコード、KICC-6303、2009年8月5日） - 東京都交響楽団演奏。
- 交響組曲「ドラゴンクエストIV」導かれし者たち（キングレコード、KICC-6317、2009年10月7日） - ロンドン・フィルハーモニー管弦楽団演奏。ポニーキャニオン版と曲目は同じだが、演奏内容が異なる。
- 交響組曲「ドラゴンクエストIV」導かれし者たち（キングレコード、KICC-6323、2009年10月7日） - NHK交響楽団演奏。
- 交響組曲「ドラゴンクエストIV」導かれし者たち コンサート・ライブ in 2002（キングレコード、KICC-6325〜6、2009年10月7日） - 神奈川フィルハーモニー管弦楽団演奏。東京芸術劇場大ホールで行われた第16回ファミリークラシックコンサート（2002年8月28日）の演奏のライブ録音。「立ちはだかる難敵」「ピサロ〜ピサロは征く」を初収録。アンコールで演奏された「亜麻色の髪の乙女」「花の首飾り』も収録。ただし、同じくアンコールで演奏された『III』の「そして伝説へ」は収録されていない。

## 派生作品
ゲーム
『トルネコの大冒険 不思議のダンジョン』、『トルネコの大冒険2』、『トルネコの大冒険3』
本作のキャラクター・トルネコが主人公となったダンジョン探索型RPG。
『ドラゴンクエストモンスターズ3 魔族の王子とエルフの旅』
本作のキャラクター・ピサロが主人公となったコンピュータゲーム。

漫画
『ドラゴンクエスト プリンセスアリーナ』（八坂麻美子）
本作のキャラクター・アリーナを主人公とした漫画作品。月刊Gファンタジーで連載された。全5巻。
『DRAGON QUEST IV外伝 -地獄の迷宮-』（原作：三条陸 作画：稲田浩司）
第五章で勇者一行がアッテムトを訪れた時期に該当する外伝。主人公「ギィン」とそのパートナー「プラナ」は後の連載『冒険王ビィト』のビィトとポアラの原型キャラクターでもある。全1巻。

## 関連作品
『レディストーカー 〜過去からの挑戦〜』（1995年）
開発：クライマックス 販売：タイトー
アリーナ、クリフト、ブライを主人公とした外伝的作品として企画されたゲーム。しかし、開発途中でドラゴンクエストシリーズとしての発売が中止されたことから主なシステム・シナリオ・パラメータはそのままにして、グラフィック・名称などを入れ替えて発売されたと言われる。
『デスパレス』
本作に登場する「デスパレス」を舞台としたボードゲーム。TVCMでは本作の戦闘シーンのBGMのオーケストラ版が使用された。
『ドラゴンクエストカードゲーム キングレオ』
本作のキャラクターや呪文が登場するUNOに似たカードゲーム。
『ドラゴンクエストカードゲーム 銀のタロット』
本作のキャラクター達が登場するカードゲーム。
『大乱闘スマッシュブラザーズ SPECIAL』
2018年12月7日発売のNintendo Switch用対戦アクションゲーム。2019年7月31日より追加DLCキャラクターとして『ドラゴンクエストXI 過ぎ去りし時を求めて S』の主人公・勇者が登場。基本は『XI』仕様だが、コスチュームチェンジをすることで『IV』仕様の勇者が使用でき、ボイスも切り替わる。